# Bunuri mobile din domeniul istorie clasate în patrimoniul cultural național al României aflate în județul Botoșani
Acestă listă conține bunurile mobile din domeniul istorie clasate în Patrimoniul cultural național al României aflate la momentul clasării în județul Botoșani.

## Tezaur
| Foto | Informații generale                                                 | Detalii tehnice | Descriere | Deținător                                                                   | Legături |
| ---- | ------------------------------------------------------------------- | --- | --- | --------------------------------------------------------------------------- | -------- |
|      | Bastonul Mitropolitului Gavriil Callimachi                          | Datare: sec. XVIII Dimensiuni: Bulă mâner: Dla: 5,2 cm; Db: 3,2 cm; Î: 5,6 cm; Db os: 2,9 cm; Î os: 114 cm Material: os; argint; prelucrare la cald | Toiagul baston pe care l-a purtat în anumite circumstanțe mitropolitul Gavriil Callimachi, credem noi, nu în acelea arhierești, deoarece bastonul nu prezintă capătul cu însemnele șarpelui și crucii așa cum am întâlnit în reprezentările simbolice ale cârjei de mitropolit. Obiectul îl considerăm a fi de cult pentru că presupunem că era folosit în toate zilele de către ierarh, este confecționat din corn de bour prelucrat la cald iar terminația din partea superioară este de formă sferică din argint ce poartă semnul 830 reprezentând puritatea metalului iar alături este ștanțată o însemnare conținând ori litere din alfabetul japonez (făcând astfel legătura cu mărturisirea donatoarei privind artistul japonez, ori înscrisul este o reprezentare simbolică a unui obiect de cult). Sfera este ornamentată la bază cu motive geometrice, iar pe partea mai bombată a sferei se află în 4 medalioane reprezentări umane, niște meșteri ferari care prelucrează metalul la foc deschis și îl bat pe nicovală până este finalizat într-o armă de luptă (lamă de sabie sau cuțit). Una din reprezentările medalionului pare a fi un cavaler care se luptă cu un balaur. După mărturia donatoarei, prelucrarea mânerului sferic ar fi atribuită artistului plastic japonez Katsushika Hokusai cu unul din pseudonime Hokusai, fapt greu de crezut deoarece renumitul artist japonez nu pare să fi venit în Europa iar noi nu am găsit nicio informație legată de alte preocupări decât pictura. În ceea ce privește anii de viață a celor două personalități, ultimii 26 de ani din viața mitropolitului se suprapun cu primii 26 de ani din viața artistului. Gavriil Callimachi (n. c. 1710 - d. 20 februarie 1786, lași) cleric ortodox moldovean, care a îndeplinit demnitățile de mitropolit al Salonicului (1745-1760) și mitropolit al Moldovei (1760-1786). Este ctitorul Catedralei "Sf. Gheorghe" din lași, unde a fost și înmormântat. Este fiul boierului moldovean Teodor Călmașul, unchiul domnitorilor Grigore și Alexandru Callimachi și frate cu domitorul loan Teodor Callimachi. Ierarh învățat a participat la organizarea învățământului în Moldova, la organizarea tipografiei mitropoliei, a scos pe cheltuială proprie numeroase cărți de cult. Numele lui se mai leagă și de mănăstirile Dragomirna, Secu și Neamț. | Muzeul Județean Botoșani, Botoșani                                          | Cimec    |
|      | Bastonul lui Alexandru Callimachi                                   | Datare: sec. XIX Dimensiuni: Mâner: Dla: 3,5 cm; Db: 2 cm; Î: 5,8 cm; Ornament metalic: D: 2,4 cm; Î: 0,8 cm; Inel chihlimbar: D: 2,8 cm; Î: 1 cm; Inel chihlimbar: D: 2,3 cm; Î: 2,9 cm; Lemn: D: 2,3 cm; Db: 1,8 cm Material: os; argint; prelucrare la cald | Toiag purtat în diverse circumstanțe de către Alexandru Callimachi, personalitate politică cu convingeri conservatoare. Obiect memorial donat de Alexandrina Rodica Calimachi. Alexandru Callimachi (1860-1918) a fost fiul unionistului și diplomatului Teodor Callimachi. A avut strânse legături cu intelectualitatea vremii, îndeosebi cu Nicolae lorga care îi dedică un capitol în lucrarea "Oameni care au fost". Mânerul bastonului are terminația din mai multe elemente din metal, chihlimbar și rubine. Este compus din 5 elemente dispuse alternativ. Inelul din metal ornamentat cu piatră de rubin se compune din 2 șiraguri unite printr- o porțiune metalică, un lanț torsadă. Ansamblul era constituit inițial din 28 de rubine, din care au rămas 24, 4 fiind lipsă. Bastonul este susținut de o tijă metalică ce unește elementele descrise mai sus de partea din lemn exotic lăcuit. Gavriil Callimachi (n. c. 1710 - d. 20 februarie 1786, lași) cleric ortodox moldovean, care a îndeplinit demnitățile de mitropolit al Salonicului (1745-1760) și mitropolit al Moldovei (1760-1786). Este ctitorul Catedralei "Sf. Gheorghe" din lași, unde a fost și înmormântat. Este fiul boierului moldovean Teodor Călmașul, unchiul domnitorilor Grigore și Alexandru Callimachi și frate cu domitorul loan Teodor Callimachi. Ierarh învățat a participat la organizarea învățământului în Moldova, la organizarea tipografiei mitropoliei, a scos pe cheltuială proprie numeroase cărți de cult. Numele lui se mai leagă și de mănăstirile Dragomirna, Secu și Neamț. | Muzeul Județean Botoșani, Botoșani                                          | Cimec    |
|      | Brâul Mitropolitului Gavriil Callimachi                             | Datare: sec. XVIII Dimensiuni: L: 77,4 cm; La: 9 cm Material: textil; argint; zale | Brâu din argint purtat de mitropolitul Gavriil Callimachi, donat de Alexandrina Rodica Calimachi, stră-stră nepoata prelatului. După mărturisirea donatoarei, obiectul făcea parte dintr-un ansamblu d vestimentație arhierească, în cazul acesta purtată de marele mitropolit pe care îl încadrăm între obiectele de cult cu valoare memorială. Obiectul este alcătuit din zale de argint, unite în 4 laturi, unele de altele, astfel încât formează un brâu alcătuit din 6 rânduri a câte 58 de zale, în total 348 de zale. întreaga construcție este montată pe o pânză ripsată de culoare albastră, dublată de mătase satinată de aceeași nuanță dar ceva mai intensă. Presupunem că unele elemente de prindere pentru a fi purtat lipsesc. Gavriil Callimachi (n. c. 1710 - d. 20 februarie 1786, lași) cleric ortodox moldovean, care a îndeplinit demnitățile de mitropolit al Salonicului (1745-1760) și mitropolit al Moldovei (1760-1786). Este ctitorul Catedralei "Sf. Gheorghe" din lași, unde a fost și înmormântat. Este fiul boierului moldovean Teodor Călmașul, unchiul domnitorilor Grigore și Alexandru Callimachi și frate cu domitorul loan Teodor Callimachi. Ierarh învățat a participat la organizarea învățământului în Moldova, la organizarea tipografiei mitropoliei, a scos pe cheltuială proprie numeroase cărți de cult. Numele lui se mai leagă și de mănăstirile Dragomirna, Secu și Neamț. | Muzeul Județean Botoșani, Botoșani                                          | Cimec    |
|      | Brâul Mitropolitului Gavriil Callimachi                             | Datare: sec. XVIII Dimensiuni: L: 99 cm; La: 12 cm Material: textil; fir metalic | Brâu textil și metal, cu elementele textile lucrate cu croșeta și montate ulterior, purtat de mitropolitul Gavriil Callimachi, donat de Alexandrina Rodica Calimachi, stră-stră nepoata prelatului. Elementele care îl compun sunt din lanțuri textile dublate de o structură metalică din fir de argint. Pe toată lungimea din partea exterioară, de jur-împrejur, persistă aceeași lucrătură cu croșeta, modelul care le unește imitând zalele. Întregul ansamblu este montat pe un suport textil dublu din mătase naturală, atlas-albastru. După mărturisirea donatoarei, obiectul făcea parte dintr-un ansamblu de vestimentație arhierească, în cazul acesta purtată de marele mitropolit pe care îl încadrăm între obiectele de cult cu valoare memorială. De asemenea, presupunem că unele elemente de prindere pentru a putea fi purtat lipsesc. Gavriil Callimachi (n. c. 1710 - d. 20 februarie 1786, lași) cleric ortodox moldovean, care a îndeplinit demnitățile de mitropolit al Salonicului (1745- 1760) și mitropolit al Moldovei (1760-1786). Este ctitorul Catedralei "Sf. Gheorghe" din lași, unde a fost și înmormântat. Este fiul boierului moldovean Teodor Călmașui, unchiul domnitorilor Grigore și Alexandru Callimachi și frate cu domitorul loan Teodor Callimachi. Ierarh învățat a participat la organizarea învățământului în Moldova, la organizarea tipografiei mitropoliei, a scos pe cheltuială proprie numeroase cărți de cult. Numele lui se mai leagă și de mănăstirile Dragomima, Secu și Neamț. | Muzeul Județean Botoșani, Botoșani                                          | Cimec    |
|      | Bust Teodor Callimachi                                              | Datare: sec. XIX Dimensiuni: La: 65 cm; Î: 65 cm Material: marmură; sculptură | Bustul din marmură albă îl reprezintă pe Teodor Callimachi, diplomat român, primul ambasador al Principatelor Unite la Belgrad. Sculptura este atribuită artistului Ettore Ximenes (născut la Palermo în 1855, mort la Roma în 1926, a urmat Școala de Arte de la Palermo, iar în călătoriile sale la Paris l-a cunoscut pe Auguste Rodin), după cum atestă și semnătura de pe lucrare "Ximenes, Roma, 1896". Din mărturisirea donatorului, nu cunoaștem circumstanțele în care a fost comandată lucrarea. Presupunem că lucrarea a fost comandată de urmași în memoria marelui luptător unionist, diplomat și cărturar. De asemenea, a făcut parte din delegația trimisă la Constantinopol pentru obținerea recunoașterii Unirii Principatelor. După abdicarea lui Cuza se retrage la Sâncești (Botoșani), unde deținea o bibliotecă fabuloasă cu rarități bibliofile ce rivaliza cu cea a Academiei Române. | Muzeul Județean Botoșani, Botoșani                                          | Cimec    |
|      | Lampă cu petrol                                                     | Datare: 4/4 sec. XIX Școală: Rudolf Ditmar Dimensiuni: I:84 cm; D:39 cm; rezervor ceramic: I:14,5 cm; D:16 cm Material: bronz; ceramică glazurată | Lampă cu petrol, cu trei brațe de prindere, suport cilindric din ceramică smălțuită de culoare crem, cu ornamente de culoare roz, verde și roșu. Suportul metalic susține partea ceramică ce reprezentă și rezervorul de petrol și se continuă prin trei brațe bogat ornamentate cu flori și frunze din bronz turnat, unite de un inel de pe care pleacă lanțurile tot din bronz, unindu-se într-un ornament care permite suspendarea de tavan. Prin mijlocul inelului trece sticla fixată în suportul metalic al bazinului ceramic. Bazinul ceramic, după tehnica ornamentării, prin aplicarea de lacuri multicolore și ornamentația în relief, poate fi încadrată în stilul de ceramică majolica. Lampa a dăinuit și în memoria lui Nicolae Iorga atâta timp cât o găsim descrisă în lucrarea sa „O viață de om așa cum a fost”, p. 72: „[…] supt raza chioară a lumânărilor de său necontenit curățite cu mucările, mai târziu și supt aceea a lămpii de porțelan portocaliu cu flori violete […]”; descrierea aceasta ne determină să acordăm obiectului conotație memorială certă. Marca este plasată pe rotița care reglează flacăra: „Ditmar. Austrian. Make”. | Casa Memorială „Nicolae Iorga”, Botoșani                                    | Cimec    |
|      | Calendar de birou ce a aparținut lui Nicolae Iorga                  | Datare: 1930 Descoperit: Bucuresti Dimensiuni: L:16 cm; LA:25,5 cm; I:6 cm Material: metal, marmură neagră și o inscripție pe placă de argint | Calendar confecționat din metal (probabil cupru), marmură neagră drept suport și o inscripție pe o placă de argint: „Presented to Prof. N. Iorga by the First Roumanian Congregation of Chicago. ILL. U.S.A. Feb. 12 th 1930” donat de membrii coloniei românilor din SUA, 1930, cu ocazia vizitei lui N. Iorga la sărbătorirea a 20 de ani de la înființarea clubului ce-i poartă numele. Calendarul se reglează manual prin rotirea unor mici cilindri ce afișează, pe un fundal alb cu înscris negru, zilele săptămânii și lunile anului în limba engleză și ziua lunii. Face parte dintr-o trusă de birou care mai conține un presse-papier și un clasor de corespondență. | Casa Memorială „Nicolae Iorga”, Botoșani                                    | Cimec    |
|      | Greutate pentru file - piesă din trusa de birou a lui Nicolae Iorga | Școală: necunoscut Descoperit: Bucuresti Dimensiuni: L:8 cm; LA:11,2 cm; I:2,5 cm Material: marmură neagră; pietre semiprețioase | Press-papier, face parte din trusa de birou a istoricului. Din informațiile furnizate de scriitorul Lucian Valea, știm că trusa a aprținut lui N. Iorga și se afla pe biroul din camera de lucru din locuința sa din București, str. Buonaparte, nr. 6. Piesa este din marmură neagră cu aplicații ornamentale (flori albastre de nu-mă-uita), din pietre semiprețioase. Face parte dintr-o trusă de birou care mai conține un calendar și un clasor de corespondență, dar din partea membrilor coloniei românilor din SUA, 1930, cu ocazia vizitei lui N. Iorga la sărbătorirea a 20 de ani de la înființarea clubului ce-i poartă numele. | Casa Memorială „Nicolae Iorga”, Botoșani                                    | Cimec    |
|      | Corespondență care a aparținut lui Nicolae Iorga                    | Datare: 1/2 sec.XX Școală: necunoscut Descoperit: Bucuresti Dimensiuni: L:10 cm; LA:15 cm; I:11 cm Material: suport din marmură neagră; compartimentări din bare metalice de culoare galbenă                                                                   | Face parte din trusa de birou a lui Nicolae Iorga. Piesa se compune dintr-un suport de marmură neagră pe care este plasat clasorul metalic (cupru), servind drept suport pentru corespondență. Obiectul este autentic și face parte dintr-o trusă de birou care mai conține un calendar și un press-papier, dar din partea membrilor coloniei românilor din SUA, 1930, cu ocazia vizitei lui N. Iorga la sărbătorirea a 20 de ani de la înființarea clubului ce-i poartă numele. | Casa Memorială „Nicolae Iorga”, Botoșani                                    | Cimec    |
|      | Ceas muzical de șemineu care a aparținut lui Nicolae Iorga          | Datare: ultima decadă a sec. XIX. Dimensiuni: L:18 cm; LA:30 cm; I:45 cm Material: cupru; lemn; bronz | Ceas muzical de șemineu, montat pe un soclu din lemn masiv lăcuit, mecanismul este încasetat într-o cutie cilindrică din cupru. Construcția care susține ceasul este formată din două coloane unite printr-un arc de cerc, tot cupru, care are în vârful semicercului un glob cu aripi deschise (pare a fi un semn masonic sau mai curând al unei societăți muzicale). Cadranul pare a fi incomplet, lipsind partea centrală care pare a fi fost din email alb (dacă se voia scheleton - cu mecanism vizibil - acesta ar fi fost mai frumos prelucrat). Partea păstrată din cadran este din argint prelucrat și ornamentat. Tot acest ansamblu este turnat în bronz și argintat, ornamentat cu un decor vegetal. Pe soclul din lemn sunt montate scene mitologice, din tablă de alamă argintată, în mare parte uzată argintăria, obținută prin metoda baterii după un șablon. Pe mijloc, între cele două coloane care deopotrivă susțin mecanismul se află, tot din bronz turnat și cizelat, o liră ornamentată cu motive vegetale, flori și frunze. Mecanismul este vizibil iar cadranul ceasului se află de jur-împrejurul acestui mecanism, este și el frumos ornamentat dintr-un aliaj care conține argint (nu prezintă semne de oxidare), unde sunt plasate cifrele arabe fiecare pe un disc propriu. Mecanismul are trei arcuri care îl pun în funcție și este prevăzut cu două limbi, pentru ore și minute și ele ornamentate. Pe boltă, ornamentul semnalat mai sus, mai conține și motive vegetale, reprezentate prin frunze și struguri de viță de vie. Stâlpii au capitelurile turnate și modelate. Marca pare a fi existat pe cadranul central, probabil din porțelan, care lipsește, căci pe mecanismul interior aceasta nu există, dar presupunem că ar fi de proveniență franceză sau engleză dacă luăm ca reper „spartanismul” figurilor reprezentate și arhitectura carcasei ceasurilor. Ceasul a aparținut lui Nicolae Iorga, făcând parte din obiectele aflate în casa din București, str. Bonaparte, nr. 8, imobil donat de N. Iorga statului român în anul 1923. Ulterior ceasul a făcut parte din muzeul găzduit de Institulul pentru studiul Istoriei Universale. | Casa Memorială „Nicolae Iorga”, Botoșani                                    | Cimec    |
|      | Vas ornamental care a aparținut lui Costache Iorga                  | Datare: 1/2 sec. XIX Școală: W. Schiller & Sohn Dimensiuni: L:18 cm; LA:36 cm; I:19 cm Material: porțelan; smălțuire; | Vas oval cu ornamente florale și geometrice, policrom. A aparținut lui Costache Iorga - bunicul lui Nicolae Iorga - considerat primul avocat cu diplomă din Moldova; Costache Iorga s-a născut la Botoșani în 1799, fiind primul copil al lui Manole Iorga; studiază în străinătate, după 1829 se stabilește la Iași unde deține mai multe funcții în administrație; în 1833 se întoarce la Botoșani unde practică avocatura; după 1857 se mută din nou la Iași unde face o frumoasă carieră ca avocat, adunând o avere consistentă. Vasul a fost făcut cadou soților Zulnia și Nicu Iorga după căsătoria acestora din 1860. După moartea lui Nicolae Iorga (1871-1940) vasul a fost păstrat de Liliana (Iorga) Pippidi (1910-1985). Vasul a fost donat Casei Memoriale în anul 1990 de prof. univ. Dr. Andrei N. Pippidi (n. 12.03.1948), nepotul savantului Nicolae Iorga. Tehnica folosită pentru ornamentarea vasului este „majolica”. Fundul vasului este ușor deteriorat, lipsind un fragment din piciorul oval, iar pe partea de interior se află ștanța fabricii: „WS&S” și numărul 2962, fapt care atestă că vasul a fost fabricat între 1850-1860. Fabrica W. Schiller & Sohn din Obergrund (Cehia) a funcționat până în preajma Primului Război Mondial, când a fost închisă. | Casa Memorială „Nicolae Iorga”, Botoșani                                    | Cimec    |
|      | Manuscris muzical                                                   | Datare: 1898 Dimensiuni: L: 35 cm; La: 27 cm Material: hârtie; cerneală; imprimare; manuscris | Filă de manuscris muzical datat 1898, conținând sonate de George Enescu sub titlul „Sonate pour Piano et Violon”. Manuscrisul poartă semnătura olografă „George Enesco” și este unicat. Starea manuscrisului este bună și nu este expus din motive de conservare. | Muzeul Memorial „George Enescu”, Dorohoi                                    | Cimec    |
|      | Învelitoare de vioară                                               | Dimensiuni: L= 80 cm, l: 24 cm Material: mătase naturală; broderie | Învelitoare vioară din mătase roșie, brodată cu fir din aur și mătase multicoloră, motive florale diferite, pe nuanțe de bleu și verde. Acest desen urmează conturul husei încadrând centrul învelitorii, unde broderia cu fir de aur reproduce imaginea unei lire și inițiatlele G.E. Această învelitoare a fost confecționată manual și primită în dar de George Enescu. | Muzeul Memorial „George Enescu”, Dorohoi                                    | Cimec    |
|      | Vioară                                                              | Datare: 1924 Școală: Pierre Hel Dimensiuni: L: 58 cm; l: 20 cm Material: lemn | Vioara Pierre Hel (1884-1937) ce a aparținut muzicianului George Enescu, în interiorul cutiei de rezonanță este sigla mărcii de fabricație "Luthier du Conservatoire Lille en L" an 1930. | Muzeul Memorial „George Enescu”, Dorohoi                                    | Cimec    |
|      | Pian Autor: Pleyel                                                  | Datare: 1807 Școală: Pleyel Dimensiuni: L=190 cm, l: 133 cm, H: 93 cm Material: lemn, fildeș | Pian "Pleyel" cu coada de mărime medie, ce a aparținut maestrului George Enescu. La acest pian a compus la Dorohoi "Simfonia a III-a". Atelierul Pleyel a început seria de fabricare în 1807, iar în 1913 ajunsese la seria de fabricație 3600 și au fost vândute atât în Europa, cât și în America și Australia. În prezent seria de fabricație este deosebit de restrânsă. La acest tip de pian a mai cântat, dintre marii muzicieni și Frederic Chopin, care își achiziționase un asemenea exemplar în perioada când era în Mallorca. George Enescu a cântat la acest pian în perioada sa pariziană, după care a fost adus la Dorohoi unde cânta când se afla în oraș. Fabricantul, Ignace (Ignaz) Pleyel, muzician francez de origine austriacă, folosea pentru cutia de rezonanță lemn de mobil. | Muzeul Memorial „George Enescu”, Dorohoi                                    | Cimec    |
|      | Pianină                                                             | Descoperit: jud. Botoșani, com. GEORGE ENESCU, Liveni Dimensiuni: l: 145 cm, H: 130 cm, Adâncime : 64 cm Material: lemn molid, furniruit cu nuc, placa de rezonanță din lemn de molid                                                                          | Pianina fabricată sub numele Schiedmayer&Soehne Stuttgard. Seria de fabricație a instrumentelor muzicale sub licența aceasta, începe cu anul 1809, iar exemplarul deținut de muzeu are ștanțate pe capacul ce acoperă claviatura, pe lângă marcă două distincții de recunoaștere, una de la Paris și cealaltă de la Londra (prize Medal 1851, 182, și Medaille Ire classe 1855. 1877). Claviatura este acoperită cu plăcuță de fildeș ușor | Muzeul Memorial „George Enescu”, Dorohoi                                    | Cimec    |
|      | Vioară Autor: Macarie, Remus                                        | Datare: 1878 Dimensiuni: L: 58,5 cm, l: 20 cm Material: lemn (paltin, molid) | Exemplarul face parte din cele 8 viori preferate ale maestrului. Este confecționată din lemn de paltin (spatele și gâtul) și din lemn molid față. În interiorul cutiei de rezoanță există lipită o etichetă pe care scrie numele: Remus Macarie, Pite;ti, 1922, precum și fotografia luthierului. | Muzeul Memorial „George Enescu”, Dorohoi                                    | Cimec    |
|      | Statuetă                                                            | Dimensiuni: H: 37 cm Material: ghips | Statueta din ghips alb patinată (gri), oferită maestrului George Enescu cu ocazia primirii distincției "Cetățean de onoare" al orașului Dorohoi, în 1931 pe 12 noiembrie. Cu acea ocazie muzicianul a susținut un concert în sala mare a Primăriei Dorohoi. Statueta este lucrată în stril Art deco. Informații legate de acest eveniment sunt înscrise pe placa de marmură albă montată pe clădirea Primăriei Dorohoi. | Muzeul Memorial „George Enescu”, Dorohoi                                    | Cimec    |
|      | Bufet                                                               | Dimensiuni: L: 192 m, I: 79 cm, H: 2,60 m Material: lemn de stejar masiv, nefurniruit, sculptat | Bufet de sufragerie din stejar masiv cu aplicații sculptate din lemn de nuc și paltin. Lemnul este băițuit și lăcuit cu maro. Blatul inițial de marmură a fost înlocuit după restaurare cu unul din lemn. A aparținut familiei Costache Enescu. Piesa a fost confecțională la Viena reluând un model din renașterea germană. | Muzeul Memorial „George Enescu”, Dorohoi                                    | Cimec    |
|      | Baghetă                                                             | Dimensiuni: L: 36 cm, D: 5 cm Material: lemn, argint; filigran | Bagheta din lemn de esență tare cu capetele din argint prelucrat în filigran cu motive florale a fost primită în dar de la muzicianul George Cocea, într-o cutie neagră căptușită cu satin roșu, ușor decolorat și uzat. | Muzeul Memorial „George Enescu”, Dorohoi                                    | Cimec    |
|      | Pictură                                                             | Dimensiuni: L: 230 cm, l: 114 cm Material: pânză, ulei, lemn; pictură în ulei | Tabloul îl reprezintă pe George Enescu în 1908, la Paris, surprins în mărimea naturală cântând la vioară. Lucrarea a fost un dar ca semn de prietenie din partea autorului. Tabloul este încadrat de o ramă din lemn prelucrat fără ornamente. De culoare mahon. Pictura a fost executată în ulei pe pânză. | Muzeul Memorial „George Enescu”, Dorohoi                                    | Cimec    |
|      | Vioară                                                              | Dimensiuni: 60 cm, I: 20 cm Material: lemn | Vioara de factură necunoscută (în sensul că pe vioară nu există nicio marcă), la care a cântat George Enescu la începuturile carierei de violonist, conform mărturiei donatorului, muzicianul George Cocea. Vioara este confecționată din lemn de paltin și molid lăcuit. | Muzeul Memorial „George Enescu”, Dorohoi                                    | Cimec    |
|      | Valiză                                                              | Dimensiuni: L= 34 cm, l: 10 cm, h: 12,5 cm Material: piele și metal | Valiza, geantă voiaj, din piele de culoare maro, ușor uzată, a aparținut muzicianului. A fost achiziționată de la Elena Ferbei, căsătorită Dinu, din București, fiica naturală a lui George Enescu, rezultată din legătura cu Didica Ferbei, o tânără din Dorhoi. Enescu și-a susținut din umbră pe tot parcursul vieții sale fiica naturală. Presupunem că geanta este confecționată manual, în serie mică, din piele de Cordoba, prevăzută cu încuietori metalice cu cheiță. | Muzeul Memorial „George Enescu”, Dorohoi                                    | Cimec    |
|      | Cunună                                                              | Dimensiuni: L: 30 cm, l: 20 cm Material: metal, alamă | Cununa de lauri este confecționată din metal, dăruită lui George Enescu în 1927 de profesorii de la Conservatorul din Cernăuți. Aceste date sunt gravate pe frunzele cununii, precum și numele instituției care-i conferă distincția. | Muzeul Memorial „George Enescu”, Dorohoi                                    | Cimec    |
|      | Pictură                                                             | Dimensiuni: L:97, l: 72 Material: ulei, pânză | Tablou pictat în ulei de Constantin Radinschi, portret al lui George Enescu în 1918 în care Enescu venea adesea în casa de la Dorohoi. Este perioada în care Enescu a avut concerte atât la Botoșani (1917), cât și la Dorohoi. | Muzeul Memorial „George Enescu”, Dorohoi                                    | Cimec    |
|      | Valiză                                                              | Dimensiuni: L: 41,5 cm, l: 12 cm, h: 13,5 cm Material: piele și metal | Valiza, geantă voiaj, din piele de culoare maro, foarte frumos prelucrată, a aparținut muzicianului, ce a utilizat-o în călătoriile sale din întreaga lume. A fost achiziționată de la Elena Ferbei, căsătorită Dinu, din București, fiica naturală a lui George Enescu, rezultată din legătura cu Didica Ferbei, o tânără din Dorhoi. | Muzeul Memorial „George Enescu”, Dorohoi                                    | Cimec    |
|      | Document                                                            | Dimensiuni: L: 35 cm, l: 20 cm Material: hârtie, manuscris, cerneală neagră decorată | Document original, ușor deteriorat la colțuri, înscrisul cu cerneala neagră decolorată, pe prima filă de culoare verde, iar pe a doua pagină lipită pe carton (probabil intervenția restauratorului) de culoare albă și cerneală neagră. Documentul este datat la sfârșitul textului, 1859 martie 17, este în limba română cu caractere combinat latine și chirilice.Textul conține raportul preotului Ioan Cosmovici de la Mihăileni, bunicul dinspre mama al muzicianului. Documentul este pecetluit pe verso hârtiei de culoare verde cu un fragment de sigiliu din ceară roșie (fiind deteriorat, nu se pot distinge însemnele de pe sigiliu). Titlul documentului este un raport al preotului Ion Cosmovici (fiul lui Costache Cosmovici, episcop de Rădăuți - străbunicul după mamă), din Mihăileni, adresat Protopopiei districtului Dorohoi. Este pecetluit pe verso. | Muzeul Memorial „George Enescu”, Dorohoi                                    | Cimec    |
|      | Document                                                            | Dimensiuni: L: 21,2 cm, l: 34,3 cm Material: hârtie, manuscris, cerneală neagră decorată | Document original, înscrisul cu cerneala neagră decolorată, pe prima filă de culoarealbă, îngălbenită, ușor casantă, puțin deteriorat și lipit ca suport de rezistență pe un carton. Reprezintă un contract de închiriere, datat 1899 iulie 8, între Nicolae Sofian, proprietar din Botoșani și Costache Enescu, tatăl artistei, arendaș în comuna Cordăreni, ținutul Dorohoi. Documentul este scris în întregime de Costache Enescu. | Muzeul Memorial „George Enescu”, Dorohoi                                    | Cimec    |
|      | Pictură                                                             | Dimensiuni: L=60 cm, l=46 cm Material: pictură în ulei pe carton | Tablou pictat în ulei pe carton ce reprezintă casa natală a muzicianului de la Liveni. Autorul tabloului, Constantin Radinschi, s-a implicat în organizarea tematicii permanente de la Dorohoi în anul înființării muzeului, 1957. | Muzeul Memorial „George Enescu”, Dorohoi                                    | Cimec    |
|      | Trusă                                                               | Dimensiuni: L: 24 cm, l: 16 cm, H: 5 cm Material: lemn, pastile de culoare și pensoane | Cutia este din lemn cu pastile de culoare în alveole și paleta pentru preparat culoarea. Această trusă este din copilarie și atestă pasiunea lui Enescu pentru arte. Mai târziu el și-a definit adevarata vocație îndreptându-se spre muzică. La Liveni sunt expuse câteva desene și acuarele, dovezi ale încercărilor lui de a îmbrățișa această artă | Muzeul Memorial „George Enescu”, Dorohoi                                    | Cimec    |
|      | Bust Nicolae Iorga Autor: Giacomelli                                | Datare: 1/4 sec.XX Școală: atelier italian Descoperit: jud. Ilfov, București, Str.Aurel Vlaicu, nr.48 Dimensiuni: L: 17,60 cm; LA: 10,90 cm Material: hârtie fotografică, sepia                                                                                | Fotografia reprezintă pe Nicolae Iorga; văzut din față, cu bustul ușor înclinat spre stânga. Cap descoperit, barba neagră; în jurul vârstei de 35 de ani. Marca atelierului este aplicată prin ștanțare; dreapta, în partea de jos. | Casa Memorială „Nicolae Iorga”, Botoșani                                    | Cimec    |
|      | Casa de la Ipotești a familiei Eminovici Autor: Spătaru, Gheorghe   | Datare: 1921 Dimensiuni: 7,9-10,7 cm Material: hârtie fotografică | Fotografie a casei de la Ipotești a familiei Eminovici; 1921; fotograf - Gheorghe Spătaru | Memorialul Ipotești - Centrul Național de Studii „Mihai Eminescu”, Botoșani | Cimec    |
|      | Mihai Eminescu, 37 ani Autor: Bielig, Jean                          | Datare: 1887 Dimensiuni: 10,8-6,7 cm Material: hârtie fotografică | Mihai Eminescu, 37 ani; Botoșani; fotograf Jean Bielig | Memorialul Ipotești - Centrul Național de Studii „Mihai Eminescu”, Botoșani | Cimec    |
|      | Mihai Eminescu, 19 ani Autor: Brand, Bernard                        | Datare: Sf. sec. XIX Dimensiuni: 16,5-11 cm Material: hârtie fotografică | Fotografie Mihai Eminescu, 19 ani; Iași; reproducere după original de Bernard Brand | Memorialul Ipotești - Centrul Național de Studii „Mihai Eminescu”, Botoșani | Cimec    |
|      | Mihai Eminescu la 34 ani Autor: Heck, Nestor                        | Datare: 1884 Dimensiuni: 10,3-6,5 cm Material: hârtie fotografică | Fotografie Mihai Eminescu, 34 ani; Iași; fotograf Nestor Heck | Memorialul Ipotești - Centrul Național de Studii „Mihai Eminescu”, Botoșani | Cimec    |
|      | Gheorghe Eminovici, Iași Autor: Heck, Nestor                        | Datare: 2/2 sec. XIX Dimensiuni: 10,6x6,5 cm Material: hârtie fotografică | Fotografie originală Gheorghe Eminovici, Iași, fotograf Nestor Heck. | Memorialul Ipotești - Centrul Național de Studii „Mihai Eminescu”, Botoșani | Cimec    |

## Fond
| Foto | Informații generale                                                                                      | Detalii tehnice | Descriere | Deținător                                | Legături |
| ---- | --- | --- | --- | ---------------------------------------- | -------- |
|      | Insignă de participare la Congresul Internațional de Științe Istorice, Bruxeles, 1923                    | Datare: 1923 Dimensiuni: L: 3,2 cm; La: 2,5 cm Material: bronz; gravare; turnare | Insignă de participare la Congresul Internațional de Științe Istorice, Bruxelles, 1923. Distincție primită de Nicolae lorga, drept însemn de participare, creat pentru evenimentul respectiv, lucrare ce aparține unui artist cunoscut belgian, R. Derooster. Donație din partea fiicei moștenitoare, Liliana lorga-Pippidi. Valorificare expozițională, memorială și cercetare științifică. | Muzeul Județean Botoșani, Botoșani       | Cimec    |
|      | Nicolae Iorga la vârsta de 25 de ani                                                                     | Datare: 1895 Dimensiuni: Carton: L: 5,2 cm; La: 5,7 cm; Fotografie: L: 4 cm; La: 5,6 cm Material: hârtie fotografică; carton; fotografiere | Două fotografii, profil-dreapta și profil-stânga, format 3x2 cm, lipite pe carton, înfățișându-l pe Nicolae lorga la vârsta de 25 de ani, cu dedicația olografă pentru prima soție, Maria Tasu: „1895-6 de la un om urât iubitei sale frumoase". Cartonul pe care sunt lipite fotografiile a fost decupat, pe verso este trecută adresa atelierului: Genova, Via Giulia 25 e 29, int. 6. Fotografiile au fost realizate la Genova în anul 1895, savantul locuind acolo în perioada 2-19 octombrie în Via Giulia 29. | Muzeul Județean Botoșani, Botoșani       | Cimec    |
|      | Scrisoare adresată de Nicolae Iorga filologului Vasile Bogrean                                           | Datare: 1910 Dimensiuni: L: 8,9 cm; La: 13,8 cm Material: hârtie; cerneală; manuscris | Carte poștală expediată din Vălenii de Munte la Berlin, adresată filologului Vasile Bogrea: „Dragă dle Bogrea, îți mulțămesc din inimă pentru simpatia ce-mi păstrezi. Pe la noi cam rău; năcazuri și boală; doi copii suferă de gât; mamă-mea e în pat, de o congestie pulmonară. Să nădăjduim că or trece și astea. Al d-tale cu toată prietenie. N. Lorga. Scrie-mi des: d-ta respiri larg și liberi". Vasile Bogrea (1881-1926) s-a născut în Târnauca, fostul județ Dorohoi. A fost profesor de limba latină la Universitatea din Cluj, membru corespondent al Academiei Române, s-a bucurat de unanimă apreciere și recunoaștere valorică, în epocă și după. Nicolae lorga spunea despre el că este „... Un om de o erudiție fără pereche, nu numai în filologie, dar și în istoria literară". La dispariția prematură a filologului, Nciolae lorga spunea: „S-a stins un om cum poate niciodată nu vom mai avea unul (...) Nația noastră a pierdut o comoară. Era cel mai învățat dintre români. Era un neîntrecut vorbitor și un profesor fără pereche". | Muzeul Județean Botoșani, Botoșani       | Cimec    |
|      | Insignă de participare la Congresul Internațional de Științe Istorice, Varșovia, 1933                    | Datare: 1933 Dimensiuni: L: 1,7 cm; La: 1,8 cm Material: bronz; turnare; gravare | Insignă ce a aparținut lui Nicolae lorga, primită cu ocazia participării la Congresul Internațional de Studii Istorice, Varșovia, 1933. Donație din partea fiicei moștenitoare, Liliana lorga-Pippidi. Valorificare expozițională, memorială și cercetare științifică. Insigna este realizată prin turnare în bronz, cu sigla congresului care era specifică fiecărei ediții. | Muzeul Județean Botoșani, Botoșani       | Cimec    |
|      | Insignă omagială Universitatea Populară „Nicolae Iorga” Vălenii de Munte                                 | Datare: 1 iulie 1908 Dimensiuni: D: 2,2 cm; Gr: 0,2 cm Material: metal; hârtie foto; presare | Insignă omagială Universitatea Populară „Nicolae Iorga” de la Vălenii de Munte 1 iulie 1908. | Muzeul Județean Botoșani, Botoșani       | Cimec    |
|      | Nicolae Iorga la Fontanay-aux-Roses, cu elevii Școlii Române din Franța                                  | Datare: 1929 Școală: Arax Dimensiuni: L: 16,6 cm; La: 11,4 cm Material: hârtie fotografică; carton; fotografiere; lipire | Fotografie de grup, Nicolae lorga în primăvara anului 1929 cu rude, prieteni și membri ai Școlii Române din Franța de la Fontanay-aux-Roses. Nicolae lorga a fost fondatorul (1920) și directorul Școlii Române din Franța. În rândul I de la stânga la dreapta: d-ra lanculescu, d-na C. Pohonțu, d-na V. Boitoș, d-ra L. lorga, d-ra Socolescu, d-na E. Vulpe, d-ra M. lorga, d-ra N. Știubei, d-ra V. Vasiliu. Rândul II: E. Pohonțu, Blendea, Marșic, N. lorga, V. lanculescu, A. Sacerdoțeanu, R. Vulpe, arhitect Socolescu. Fotografia este lipită pe un carton passe-partout, original, cu modele realizate prin presare provenind de la atelierul unde a fost realizată imaginea. În partea de jos a imaginii, pe carton a fost lipită o bandă de hârtie albă care furnizează toate informațiile referitoare la imagine. Înscrisul este autograf cu cerneală neagră (decolorată). Pe verso, cartonul poartă informații despre atelierul fotografic Arax [Photographie d'Art 9, Rue Papillon Paris (9) - dreapta; Teleph. PROVANCE 49.34 - stânga]; aceste două înscrisuri au fost realizate prin ștampilare cu tuș albastru închis. | Muzeul Județean Botoșani, Botoșani       | Cimec    |
|      | Fotografie Elena Grăghici, bunica lui N. Iorga                                                           | Datare: 6 decembrie, sec. XIX Școală: Nestor Heck Dimensiuni: L: 10 cm; La: 6,5 cm Material: hârtie fotografică; carton; fotografiere; lipire                                                                                                   | Elena Drăghici (? -1860), mama Zulniei lorga, în jurul vârstei de 40 de ani; Elencu cum o alintau în familie era o femeie cultă, îi plăcea literatura și citea mult; cânta la pian și chitară și a tradus din literatura franceză. Elena Drăghici este al treilea copil al vornicului lordache Drăghici. Nu cunoaștem anul nașterii, dar trebuie să fi fost cu mult mai mică decât Manolache, fratele mai mare. Dacă luăm însă ca bună mărturisirea Zulniei lorga făcută nouă, că mama sa a decedat la 40 de ani, atunci Elena Drăghici s-a născut în 1820. La 20 de ani se căsătorește cu Gheorghe Arghiropol, cu care a viețuit numai trei ani, când cere despărțirea de soțul ei „pentru reaua viețuire". Elena era o femeie ambițioasă, cultă, rafinată, crescută în pensioanele franceze ale lașului, păstrând toată mândria marelui om politic, - tatăl său - dominator al situației interne în Moldova pe o perioadă mai îndelungată de ani. Am spus că Elena Drăghici era - după cum scrie nepotul său - o femeie „frumoasă, fină, șubredă de sănătate, căci alignia cu piciorul". Zulnia lorga, fiica sa și mama lui Nicolae lorga, ne-a transmis nouă verbal portretul făcut cu o mare căldură șl emoție: „Elencu, cum îi spuneam noi, era o femeie mândră, foarte frumoasă, cultă. Știa nemțește și franțuzește, în casă se vorbea numai franțuzește. Avea ochii mari, negri, frumoși, plini de căldură și semeție, păr bogat, trăsături aristocratice. Cânta cu măiestrie la pian, chitară. Cânta din voce, acompaniindu-se la pian, iar noi toți o ascultam, precum și trecătorii care se strângeau afară, la fereastră. Soțul ei - tatăl meu - nu se potrivea câtuși de puțin cu dânsa. îl durea că nu-și putea domina soția", îi plăcea literatura și citea mult. De aici nevoia de a traduce. Se pare că a transpus în românește din Dumas-tatăl și din unii scriitori germani. Din toate s-a păstrat numai romanul Adolphe de Benjamin Constant, tipărit la lași în 1859. Nicolae lorga prețuia mult această traducere, prin alegerea făcută și simțul artistic. Tot Nicolae lorga, căruia îi plăcea să-și laude bunica, adăuga: „Dar Drăghiceștii au scris, și Elena, mama mamei a tradus Adolphe al lui Benjamin Constant și altă literatură franceză cu care din nenorocire s-au învelit mai târziu gavanoasele la noi acasă. Și astfel nu scriu din ambiție... ci din impulsul cu neputință de înlăturat al tradiției, care vine de la această femeie...". Elena Drăghici a murit la lași în 1860, lăsând trei copii: Costache de 20 de ani, necăsătorit, Manole de 19 ani și Zulnia de 17. (Barbu Theodorescu, Contribuțiuni la cunoașterea strămoșilor lui N. lorga). Fotografia este originală, cu însemnele atelierului Nestor Heck din lași, iar pe verso găsim imprimată sigla atelierului fotografic ieșean. | Muzeul Județean Botoșani, Botoșani       | Cimec    |
|      | Fotografie Nicolae Iorga - bust                                                                          | Școală: Packer Weiss Dimensiuni: L: 16,3 cm; La: 10,6 cm Material: hârtie fotografică; carton; fotografiere; lipire | Fotografie portret Nicolae lorga realizată la atelierul Weiss din lași. După această fotografie au fost realizate ulterior o serie de cărți poștale care au circulat în țară, una dintre ele păstrându-se în patrimoniul CMNI Botoșani cu nr inv. 0003, având data poștei 14.01.1930. Pe la 1928 pe str. Lăpușnenu exista un atelier foto Packer (R. Șuțu, lașii de odinioară, vol. 2, p. 212). Imaginea în partea de jos, pe cartonul pe care a fost lipit portretul bust al lui lorga, găsim următoarele înscrisuri: dreapta - "Photographie Artistique Weiss Jassy" (Weiss pare să reproducă semnătura autorului); stânga - sigla atelierului foto, un W realizat prin presarea cartonului. Direct pe imagine, discret, în partea stângă, fără să afecteze imaginea, găsim aceeași semnătură Weiss și numele localității lași. | Muzeul Județean Botoșani, Botoșani       | Cimec    |
|      | Carte de vizită Nicolae Iorga către filologul Vasile Borgrea Autor: Nicolae Iorga                        | Datare: 1910 Dimensiuni: L: 5,3 cm; La: 8,9 cm Material: hârtie; imprimare; cerneală; manuscris | Carte de vizită datată 1910, conținând înscrisul olograf al lui Nicolae lorga prin care savantul "îl roagă foarte mult pe d. Bogrea să-i împrumute de la Bibliotecă dacă ar fi posibil azi, Imitatio Christi". Vasile Bogrea (1881-1926) s-a născut în Târnauca, fostul județ Dorohoi. A fost profesor de limba latină la Universitatea din Cluj, membru corespondent al Academiei Române, s-a bucurat de unanimă apreciere și recunoaștere valorică, în epocă și după. Nicolae lorga spunea despre el că este "... Un om de o erudiție fără pereche, nu numai în filologie, dar și în istoria literară". La dispariția prematură a filologului, Nciolae lorga spunea: "S-a stins un om cum poate niciodată nu vom mai avea unul (...) Nația noastră a pierut o comoară. Era cel mai învățat dintre români. Era un neîntrecut vorbitor și un profesor fără pereche". | Muzeul Județean Botoșani, Botoșani       | Cimec    |
|      | Insignă de participare la Congresul Internațional de Științe Istorice, Oslo, 1928 Autor: Andersen, David | Datare: 1928 Dimensiuni: D:2,5 cm Material: metal; gravare | Insignă de participare la Congresul Internațional de Istorie, Oslo, 1928. Distincție creată pentru evenimentul respectiv, primită de Nicolae Iorga drept însemn de participare, lucrare ce aparține unui artist norvegian cunoscut, David Andersen. Obiectul are reprezentată în centru imaginea unei corăbii vikinge pe mare iar de jur-împrejurul discului, următorul înscris: „Congres International des Sciences Historiques. Oslo. 1928”. Donație din partea fiicei moștenitoare, Liliana Iorga-Pippidi. | Casa Memorială „Nicolae Iorga”, Botoșani | Cimec    |
|      | Insignă de participare la Congresul de Istorie a Risorgimento-ului, Veneția, 1936 Autor: Succ. A. Santi  | Datare: 1936 Dimensiuni: L:2,3 cm; LA:3,2 cm; Material: metal; gravare | Insignă de participare la Congresul de Istorie a Risorgimento-ului, Veneția, 1936. În septembrie 1936, Nicolae Iorga se afla la Veneția. Era singurul istoric străin invitat la Congresul de Istorie a Risorgimento-ului, fiind întâmpinat cu prețuire și aleasă simpatie de contele Pietro Orsi, istoric al Italiei moderne, primarul orașului și bun prieten al său. În ședința din 9 octombrie de la Academie relatează participarea sa la înaltul for științific și tot atunci definește Risorgimento drept „perioada în care spiritul italian s-a refăcut, pregătind astfel alcătuirea Italiei ca stat”, iar „originile acestuia trebuiesc căutate fără îndoială în trecut, și în veacul mai îndepărtat, de la politica în secolul al XVI-lea a Casei de Savoia până la publicarea de Muratori a cronicilor italiene din toate orașele și toate ținuturile […]”. Orașul Veneția avea o siglă și însemnele sale proprii pe care le găsim imprimate și pe această insignă: leul Sfântului Marcu, reprezentând-ul pe evanghelis, imaginat sub forma unui leu înaripat, fiind un simbol al orașului Veneția. Apare, de asemenea, în siglele comerciale și militare, steaguri navale ale Republicii Italiene, etc. Leul Sfântului Marcu este, de asemenea, simbolul de atribuire, azi, al Festivalului de Film de la Veneția, „Leul de Aur”. Alte elemente de multe ori incluse în reprezentări ale leului includ o aureolă deasupra capului, o carte și o sabie în labele sale, regăsite și în insigna de față. În josul efigiei leului găsim înscris următorul text: „XXIV Congresso Storia Risorgimento. Venezia - 10-13 Sett. 1936”. Bronz turnat, email roșu și alb. Autor trecut pe reversul insignei: Succ. A. Santi, Venezia. | Casa Memorială „Nicolae Iorga”, Botoșani | Cimec    |
|      | Insignă de participare la Congresul Internațional de Studii Bizantine, Roma, 1936 Autor: Stefano Johnson | Datare: 1936 Școală: S. Johnson Dimensiuni: L:4,9 cm; D:2,8 cm Material: metal; gravare | Insingna poartă pe față însemnele simbolice ale orașului de desfașurare a congresului din 1936, Roma, și se compune din: pe față efigia unui călăreț înarmat cu sulița pe calul în mers, probabil reprezentând un sfânt protector al orașului Roma, de asemenea este reprezentat și un înger călăuzitor și următorul înscris, greu dscifrabil: „EVSETCL ORIA ROMANO CONO 8”, revers „V Congresso Internazionale di Studi Bizantini. Roma. 20.27.Sett. 1936. XIV”. Autor: Stefano Johnson. | Casa Memorială „Nicolae Iorga”, Botoșani | Cimec    |
|      | Nicolae Răutu - profesorul lui Nicolae Iorga                                                             | Datare: prima jum. Sec. XX Dimensiuni: L:9 cm; LA:6,2 cm Material: carton; imprimare; | Profesorul de limba și literatură română de la Liceul „Aug.Treb. Laurian” din Botoșani este reprezentat bust, cu capul descoperit, părul și mustața albă, haină cu rever, cămașă culoare deschisă și papion negru. A fost profesorul cel mai îndrăgit de Nicolae Iorga în anii de liceu și a devenit un colaborator apropiat în anii de maturitate. Valorificare expozițională. Fotografia se află în original la Muzeul Memorial„Nicolae Iorga” Botoșani și considerăm că are valoare memorială specială datorită legăturii afective dintre elevul Iorga și profesorul său. Menționăm că legătura dintre cei doi a fost de lungă durată având în vedere corespondența purtată până în 1932 cu Nicolae Răutu și până în 1938 cu N. N. Răutu, fiul acestuia. Autenticitatea fotografiei mai este confirmată și de semnătura autografă a profesorului plasată pe imagine, în partea de jos, dar și înscrisul de pe verso care aparține directorului liceului „Laurian” și care certifică faptul că în 1930 Nicolae Răutu era încă profesor la acest liceu: „E cel dintâi om mai în vrâstă care mi-a arătat înțelegere și iubire. Mai târziu, când acea nedreptate m-a despărțit de orașul nașterii mele, el mi-a păstrat, în ciuda majorității colegilor săi, cari mă sacrificaseră așa de ușor, acest sentiment, și în casa lui Argenti, acuma dispărut, unde trăia cu prietenul său, eram primit într-o intimitate care mă onora și mă îndemna” (Nicolae Iorga, O viață de om așa cum a fost, Editura Minerva, București, 1976, p. 99.). | Casa Memorială „Nicolae Iorga”, Botoșani | Cimec    |
|      | Insignă omagială oferită de botoșăneni lui Nicolae Iorga, 1938.                                          | Datare: 1938 Descoperit: jud. Botoșani, Botoșani Dimensiuni: D:2,5 cm Material: ramă metalică; hârtie foto alb-negru; | Insignă oferită de botoșăneni lui Nicolae Iorga în timpul vizitei din 1938. În centru este aplicată fotografia alb-negru a lui Nicolae Iorga în jurul vârstei de 60 de ani cu Colanul Ordinului „Ferdinand”. Insigna este din bronz, cu un spațiu pe mijloc pentru montarea fotografiei. Imaginea foto de formă rotundă are pe margine următorul înscris: „Omagiu D-lui Prof. N. Iorga din partea botoșănenilor. 1938”. Relatări despre această vizită la Botoșani găsim în anuarul Muzeului Județean Botoșani, „Hierasus”, 1980, moment în care s-a organizat și colocviul științific „Nicolae Iorga”: „În dimineața de miercuri, 29 iunie 1928, Iorga a sosit în gara Botoșani. După o scurtă vizită la bisericile cu trecut istoric, el s-a îndreptat spre teatrul Eminescu, unde a deschis Congresul Ligii Culturale”. Poetul George Lesnea, aflat și el la Botoșani la dorința expresă a lui Iorga (dorea să-l cunoască pe poet) scria: „Am ajuns în sala de conferințe cu mare întârziere... Era formidabil. Lascarov Moldoveanu m-a luat de mână și m-a dus pe scenă. Iorga m-a întrebat: te numești George Lesnea? M-a îmbrățișat și m-a sărutat”. În cadrul momentului festiv al congresului i-a fost înmânată insigna de care vorbim aici. | Casa Memorială „Nicolae Iorga”, Botoșani | Cimec    |
|      | Nicolae Iorga în viile de la Cotnari                                                                     | Datare: 1937 Școală: necunoscut Descoperit: București, str.Louis Blanc, nr.17 Dimensiuni: L:11cm; LA:8,1cm Material: hârtie fotografică; alb-negru                                                                                              | Fotografia de grup reprezintă un instantaneu realizat în viile de la Cotnari; silueta istoricului se distinge în primul rând, încadrat de doi localnici îmbrăcați în costum național. Momentul din viile de la Cotnari reprezintă de fapt întâlnirea cu prilejul Congresului Ligii Culturale care a avut loc la Iași în 1937. | Casa Memorială „Nicolae Iorga”, Botoșani | Cimec    |
|      | Fotografie I. L. Caragiale                                                                               | Datare: 23 feb 1901 Școală: M. Wandelmann Descoperit: București Dimensiuni: L:10 cm; LA:6,3 cm Material: hârtie fotografică; tehnică sepia | Fotografie originală, ușor deteriorată, reprezentându-l pe Caragiale în 1901, bust, realizată la un atelier foto bucureștean cunoscut, M. Wandelmann. Fotografia cuprinde pe față, pe lângă imagine, semnătura autografă a scriitorului I. L. Caragiale și data probabil fixând prin această datare momentul dăruirii fotografiei istoricului Nicole Iorga. Pe verso apar numele atelierului, adresa din București, Bârlad și Slănic Moldova, „clișeul este rezervat”, precum și (sus-stânga) sigla Casei Regale și înscrisul „Fotograful Casei Regale”. Fotografia relevă o mai veche legătură dintre cei doi, debutul convențional al lui N. Iorga în viața publicistică realizându-se prin articolul de atitudine „Năpasta”, scris în favoarea lui I. L. Caragiale și publicat în ziarul „Lupta”, condus de ex-junimistul Gh. Panu. Articolul apare în nr. 1050 al ziarului, din 18 februarie 1890, p. 1-2. Cronica are efect imediat printre oamenii de cultură, Caragiale însuși îi trimite de la București volumul cu piesa „Năpasta”, prin intermediul lui Petru Missir, cu următoarea dedicație: «Criticului inteligent și conștiincios, care a binevoit, ca un om rar ce este, întâi să citească „Năpasta” și să gândească asupra ei și apoi s-o critice, Domniei sale Domnului N. Iorga, Ca semn de înaltă stimă din partea autorului, Caragiale», așa cum apare în „N. Iorga-critic și istoric literar”, autor Ecaterina Vaum, București, Editura Sigma, 2005, pp. 34, 38. | Casa Memorială „Nicolae Iorga”, Botoșani | Cimec    |
|      | Oedipe de George Enescu - facsimil                                                                       | Datare: 1964 Dimensiuni: Coperta: L: 42,5 cm; La: 29,5 cm; Corpul de carte: L: 41,7 cm; La: 29,3 cm; Î: 3,6 cm Material: hârtie; cerneală; imprimare                                                                                            | Lucrarea „Oedipe" în facsimil, cea mai importantă operă a lui George Enescu, „opera vieții lui", după cum chiar el a afimat. O lucrare amplă la care a gândit timp de 25 de ani și a lucrat efectiv din 1923 până în 1931. Lucrerea a fost începută la Sinaia și finalizată la Tescani pe 27 aprilie 1931. În 1936, când are loc premiera la Paris, reprezentarea are loc după manuscris, iar Editura franceză Salabert tipărește la Paris lucrarea, reproducând (faximilând) manuscrisul lui Enescu în anul MCMLII (1952). Editura Uniunii Compozitorilor din România reproduce la rându-i, după exemplarul francez, un tiraj foarte restrâns în 1964. | Muzeul Memorial „George Enescu”, Dorohoi | Cimec    |
|      | George Enescu și părinții - fotografie Autor: Nestor, Heck                                               | Datare: 1886 Școală: Nestor Heck Descoperit: BUCUREȘTI Dimensiuni: L: 10,8 cm; La: 16,5 cm Material: hârtie fotografică; carton; fotografiere; sepia                                                                                            | Fotografie sepia, înfățisându-l pe George Enescu împreună cu părinții înainte de plecarea la studii în Viena. Pe fundal este decor natural (copaci). Atât părinții cât și micul Enescu sunt îmbrăcați foarte elegant. Părinții sunt așezați pe scaun iar Jurjac (prenume de alint) este în picioare alături de mama sa. În partea de jos a fotografiei este inscripționat numele atelierului și localitatea (Nestor Heck / lași). Pe verso sunt date despre atelier. | Muzeul Memorial „George Enescu”, Dorohoi | Cimec    |
|      | George Enescu - fotografie cu colodium                                                                   | Datare: 1901 Școală: F. Mandy Dimensiuni: L: 21,5 cm; La: 15 cm Material: hârtie fotografică; fotografiere; colodium | Este o fotografie în tehnica colodium (developare Plydol) executată în atelierul lui F. Mandy, fotografie care apare și pe o fotografie carte poștală, pe care Enescu o trimite în 1901. Cartea poștală are semnătura fotografului în timbru sec în colțul din dreapta jos. Tipul de hârtie folosit îl regăsim și la alte fotografii executate de fotograf, reprezentând-o pe Regina Maria. Fotografia are formatul standard folosit de acest fotograf adică: 300x240 mm, cum o certifică și exemplarul nostru. Enescu apare în această postură și în alte fotografii semnate de acest fotograf, în jurul aceleiași vârste a compozitorului (apreciere facută de doctor Cătălină Macovei - Academia Română.) Fotografia cu colodium este rezultatul unui proces fotografic timpuriu inventat de Frederick Scott Archer și introdus în anii 1850, înlocuind astfel procesul fotografic „dagherotip". Lipirea pe carton a dăunat stării ei de conservare. | Muzeul Memorial „George Enescu”, Dorohoi | Cimec    |
|      | George Enescu - fotografie Autor: Nestor, Heck                                                           | Datare: 1886 Școală: Nestor Heck Descoperit: jud. IAȘI, IAȘI Dimensiuni: L: 11,5 cm; La: 16,5 cm Material: hârtie fotografică; carton; fotografiere; sepia                                                                                      | George Enescu (copil) cu vioara în decorul atelierului foto. Copilul stă așezat pe un scaun tapițat cu spătar, brațul sprijinit de o masuță pe care se află un caiet, Enescu simulând că ar nota ceva. Pe fundal - un decor din natura cu arbori. Îmbrăcat într-un costum de culoare deschisă cu pantaloni trei sferturi și hăinuță cu nasturi și guler lat din dantelă. Fotografia este facută în 1886 la lași în atelierul foto Nestor Heck, prin urmare subiectul avea vârsta de 5 ani, din perioada întâlnirilor cu profesorul Eduard Caudella, când împreună cu tatăl său revenea la lași mai des. | Muzeul Memorial „George Enescu”, Dorohoi | Cimec    |
|      | George Enescu - fotografie                                                                               | Dimensiuni: L: 30 cm; La: 24 cm Material: hârtie fotografică; fotografiere; developare Polydol | George Enescu în anii 1934 - 1940, fotografie realizată prin procedeul de developare Polydol, după cum rezultă și din înscrisul autograf de pe colțul de jos din dreapta „Polydol”. Este o fotografie executată probabil în atelierul fotografului Toppo care a realizat și portetul lui Arthuro Toscanini, după același procedeu. Are formatul standard folosit de acest fotograf de 30/24 cm. Enescu apare în această postură și în alte fotografii semnate de fotograf, porterete surprinse în jurul aceleiași vârste. (După afirmația Cătălinei Macovei - Academia Română). Fotografia cu colodium este rezultatul unui proces fotografic timpuriu inventat de Frederick Scott Archer și introdus în anii 1850, înlocuind astfel procesul fotografic „dagherotip”. | Muzeul Memorial „George Enescu”, Dorohoi | Cimec    |
|      | Ceas de perete                                                                                           | Datare: sfârșitul sec. XIX Dimensiuni: L: 72 cm; La: 40 cm Material: lemn; metal; mecanism | Ceas de perete, încasetat în cutie din lemn de stejar traforat ornamentată cu elemente strujite, incrustații în lemn și profile aplicate. Pe fața cutiei sunt aplicate elemente florale metalice. Carcasa din lemn de stejar este lăcuită, iar cadranul de culoare ecru, imprimat cu cifre romane de culoare neagră, este din porțelan ornamentat cu motive vegetale aurite, iar mecanismul de proveniența germană este nefuncțional datorită intervențiilor de restaurare ulterioare. Limbile sunt din cupru și prezintă ornemente pe toată lungimea lor. | Muzeul Memorial „George Enescu”, Dorohoi | Cimec    |
|      | Carnet cu însemnări muzicale al lui George Enescu                                                        | Dimensiuni: L: 13 cm; La: 8 cm Material: hârtie;carton; creion; cerneală; manuscris | Carnet cu însemnări muzicale ale maestrului din perioada 1903 - 1904, ce conține 23 de pagini scrise cu creionul și stiloul. Carnetul este învelit cu un material textil lucios, ușor uzat, de culoare verde închis. Pe ultima pagină sunt scrise informații despre conținutul carnețelului, semnat de Romeo Drăghici, primul director al Muzeului Național „George Enescu", 15 iulie 1970, reprezentantul român care administra proprietățile din România ale lui George Enescu, apoi executorul lui testamentar. | Muzeul Memorial „George Enescu”, Dorohoi | Cimec    |
|      | Program concert                                                                                          | Datare: 1917 Dimensiuni: L: 32,3 cm; La: 23,5 cm Material: hârtie; tipărire | Program concert din anul 1917, în folosul invalizilor de război. Afișul conține date despre concert și scopul său: concertul a avut loc în sala Teatrului Eminescu, „duminică 21 mai ora 15,30 precis. Reprezentație de gală sub patronajul D-lui Ramiro Săvinescu, prefectul Județului Botoșani, dată de Școala Militară de infanterie cu binevoitorul concurs al maestrului George Enescu și al D-nelor Muza Ghermani-Ciomac, Aura Locot. Protopopescu, Beatrice Orendi și Luiza Ardeleanu". | Muzeul Memorial „George Enescu”, Dorohoi | Cimec    |
|      | Carte poștală trimisă de Maria Enescu către fiul ei George Enescu la Paris Autor: Maria Enescu           | Datare: 1907 Dimensiuni: L: 13,5 cm; La: 9 cm Material: carton; cerneală; imprimare | Carte poștală trimisă de Maria Enescu către fiul ei George Enescu la Paris, scrisă cu cerneală neagră în perioada 30 martie -12 aprilie 1907. Cartea poștala a fost trimisă de la Mihăileni (casa părintească a mamei). Mama îi trimite urări de bine și îi dă de grijă să fie fericit, să nu se obosească. Pe cartea poștală este o imagine cu o vedere generală, București - Calea Victoriei. Scrisoarea este semnata autograf, simplu „Mama". | Muzeul Memorial „George Enescu”, Dorohoi | Cimec    |
|      | Scrisoare adresată lui George Enescu de Costache Enescu, tatăl său Autor: Costache Enescu                | Datare: 25.02.1910 Dimensiuni: L: 22,5 cm; La: 17,5 cm Material: hârtie; cerneală; manuscris | Scrisoare adresată lui George Enescu de tatal său Costache Enescu, de la Cracalia prin care îl întreabă dacă în perioada 15-30 martie este la Paris, cu scopul de a-i face o vizită. Scrisoarea este foarte scurtă și mai comunică despre starea sănătății sale, întrebându-l „ce mai faci ?" Scrisoarea începe cu familiarul „Mă Jurjacule" și se încheie cu semnătură olografă „Tata", 25 februarie 1910 pe verso. | Muzeul Memorial „George Enescu”, Dorohoi | Cimec    |
|      | Set bijuterii argint al Mariei Enescu, mama lui George Enescu                                            | Dimensiuni: Colier: L: 40 cm; D: 7,5 cm Material: argint; batere; piatră semiprețioasă | Set incomplet: colier și inel din argint dăruit de Jurjac (alintul folosit de părinți) la vârsta de 9 ani, cumpărat din banii câștigați după primul concert al lui George Enescu susținut la Slănic Moldova. George Enescu își începuse deja studiile la Conservatorul din Viena, motiv pentru care bănuim că darul pentru mama sa a fost cumpărat din afara țării. Bijuteria pare a fi prelucrată manual, modelul conținând pe lângă zale două plăcuțe ovale ornamentate cu motive florale emailate, iar cutia, căptușită cu mătase naturală satinată de culoare ecru, a fost dăruită mamei și este cea originală căci poartă însemnele casei bijutierului Charles Boutet de Monvel,18 Rue Tronchet Paris. Din acest set bănuim că lipsesc cerceii. Partea din casetă unde sunt plasate obiectele este din catifea de aceeași culoare cu mătasea. Închisă, cutia dreptunghiulară este de asemenea căptușită cu mătase, inițial de culoare verde-scarabeu, acum parțial decolorată. | Muzeul Memorial „George Enescu”, Dorohoi | Cimec    |
|      | Portretul matematicianului Octav Onicescu Autor: Lucreția M. Silion                                      | Datare: 1/2 sec XX Dimensiuni: Î: 65 cm; La: 60 cm (cu ramă) Material: pânză; lemn; ulei; pictură | Tablou realizat de pictorița Lucreția M. Silion înfățișându-l pe matematicianul Octav Onicescu în jurul vârstei de 35 de ani; tabloul este realizat în tehnica picturii în ulei și este înrămat cu ramă din lemn ornamentat. Matematicianul Octav Onicescu (1892-1983) a fost profesor al Universității din București și membru titular al Academiei Române. Octav Onicescu este întemeietorul școlii românești de calculul probabilităților și fondatorul școlii românești de statistică. Opera sa științifică cuprinde un important număr de lucrări de mare valoare, între care: "Calculul probabilităților" - 1956, "Principiile teoriei probabilitâților" - 1969, "Numere și sisteme aleatoare" - 1962 și "Mecanica invariativă și cosmologică" - 1974. | Muzeul Județean Botoșani, Botoșani       | Cimec    |
|      | Fotografie cu Michele și Balbina Zorio, socrii matematicianului Octav Onicescu                           | Datare: 1901 Dimensiuni: L: 29 cm; La: 32 cm Material: hârtie fotografică; fotografiere | Fotografie sepia înfățișându-i pe socrii matematicianului Octav Onicescu, inginerul italian Michele Zorio și soția sa, Balbina; fotografia este autentică prin prezența numelui atelierului fotografic ștanțat pe carton: "Nestor Heck - lassy"; autenticitatea mai este confirmată și de însemnarea autografă de sub imagine; fotografia are valoare memorială deoarece persoanele din imagine au avut un rol important în viața uneia dintre marile personalități ale științei românești, matematicianul Octav Onicescu (1892- 1983), profesor al Universității din București, membru titular al Academiei Române. Octav Onicescu este întemeietorul școlii românești de calculul probabilităților și fondatorul școlii românești de statistică. Opera sa științifică cuprinde un important număr de lucrări de mare valoare, între care: "Calculul probabilităților" - 1956, "Principiile teoriei probabilitâților" - 1969, "Numere și sisteme aleatoare" - 1962 și "Mecanica invariativă și cosmologică" - 1974. | Muzeul Județean Botoșani, Botoșani       | Cimec    |
|      | Carnet de identitate care a aparținut Anetei Onicescu, mama matematicianului Octav Onicescu              | Datare: 14.02.1931 Dimensiuni: L: 15 cm; La: 10 cm Material: hârtie; hârtie fotografică; fotografiere; tipărire; manuscris | Carnet de identitate aparținând Anetei Onicescu, mama savantului Octav Onicescu; documentul are coperți din carton de culoare maron și 8 file din hârtie; pe partea interioară a primei coperți se află fotografia posesoarei; documentul are valoare memorială deoarece posesoarea acestuia este mama uneia dintre marile personalități ale științei românești, matematicianul Octav Onicescu (1892-1983), profesor al Universității din București, membru titular al Academiei Române. Octav Onicescu este întemeietorul școlii românești de calculul probabilităților și fondatorul școlii românești de statistică. Opera sa științifică cuprinde un important număr de lucrări de mare valoare, între care: "Calculul probabilităților" - 1956, "Principiile teoriei probabilitâților" - 1969, "Numere și sisteme aleatoare" - 1962 și "Mecanica invariativă și cosmologică" - 1974. | Muzeul Județean Botoșani, Botoșani       | Cimec    |
|      | Carnet de identitate care a aparținut lui Vlad Gh. Onicescu, tatăl matematicianului Octav Onicescu       | Datare: 14.02.1931 Dimensiuni: L: 15 cm; La: 10 cm Material: hârtie; hârtie fotografică; fotografiere; tipărire; manuscris | Carnet de identitate aparținând lui Vlad Gh. Onicescu, tatăl savantului Octav Onicescu; documentul are coperți din carton de culoare maron și 8 file din hârtie; pe partea interioară a primei coperți se află fotografia posesorului; documentul are valoare memorială deoarece posesorul acestuia este tatăl uneia dintre marile personalități ale științei românești, matematicianul Octav Onicescu (1892-1983), profesor al Universității din București, membru titular al Academiei Române. Octav Onicescu este întemeietorul școlii românești de calculul probabilităților și fondatorul școlii românești de statistică. Opera sa științifică cuprinde un important număr de lucrări de mare valoare, între care: "Calculul probabilităților" - 1956, "Principiile teoriei probabilitâților" - 1969, "Numere și sisteme aleatoare" - 1962 și "Mecanica invariativă și cosmologică" - 1974. | Muzeul Județean Botoșani, Botoșani       | Cimec    |
|      | Masă de ședință care a aparținut matematicianului Octav Onicescu                                         | Datare: 1/2 sec. XX Dimensiuni: L: 292 cm; La: 96 cm; Î: 80 cm Material: lemn de stajar; sculptare | Masă din lemn de stejar, extensibilă, susținută pe doi piloni de formă dreptunghiulară, decorați cu caneluri pe toate cele patru fețe, fixați pe un postament decorat cu motive geometrice. Blatul este decorat pe partea exterioară cu motive geometrice. Masa a aparținut matematicianului Octav Onicescu (1892 -1983), profesor la Universitatea București, membru al Academiei Române. Octav Onicescu este întemeietorul școlii românești de calculul probabilităților și fondatorul școlii românești de statistică. Opera sa științifică cuprinde un important număr de lucrări de mare valoare, între care: "Calculul probabilităților" - 1956, "Principiile teoriei probabilitâților" - 1969, "Numere și sisteme aleatoare" - 1962 și "Mecanica invariativă și cosmologică" - 1974. | Muzeul Județean Botoșani, Botoșani       | Cimec    |
|      | Veioză cu abajur care a aparținut matematicianului Octav Onicescu                                        | Datare: 1/2 sec. XX Dimensiuni: Î: 39 cm; La: 24 cm Material: fier forjat; hârtie cerată; imprimare | Veioză cu abajur de hârtie cerată aflată pe biroul din locuința din București a matematicianului Octav Onicescu. Corpul principal, lucrat din fier forjat, are forma unui boboc de lalea cu trei petale întredeschise, între care sunt dispuse aplicații din același material, în formă de crengi cu frunze. Abajurul este decorat cu motive florale imprimate. Posesorul obiectului, Octav Onicescu (1892-1983) a fost profesor al Universității București și membru al Academiei Române. Este creatorul școlii românești de teoria probabilităților și al școlii românești de statistică. Opera sa științifică, deosebit de valoroasă cuprinde câteva sute de lucrări între care. "Calculul probabilităților" - 1956, "Principiile teoriei probabilităților" - 1969 și "Mecanica invariativă și cosmologică" - 1974. | Muzeul Județean Botoșani, Botoșani       | Cimec    |
|      | Fotoliu birou care a aparținut matematicianului Octav Onicescu                                           | Datare: 1/2 sec. XX Dimensiuni: Î: 76 cm; față blat: 58 cm; spate blat: 45 cm; blat spătar: 39 cm Material: lemn; rips; stofă; tapisat | Fotoliu care a aparținut matematicianului Octav Onicescu, aflat la biroul de lucru din locuința sa din București. Șezutul este tapițat cu rips de culoare verde. Partea centrală a spătarului este obturată cu un panou din lemn de formă dreptunghiulară, tapisat cu stofă de culoare maron deschis. Octav Onicescu (1892-1983), profesor la Universitatea București și membru al Academiei române, este întemeietorul școlii românești de teoria probabilităților. Este, de asemenea, creatorul școlii românești de statistică. Opera sa științifică, deosebit de valoroasă cuprinde câteva sute de lucrări, între care: "Calculul probabilităților" - 1956, "Principiile teoriei probabilităților" - 1969, "Principes de logique et de philosophie" - 1971 și "Mecanica invariativă și cosmologică" - 1974. | Muzeul Județean Botoșani, Botoșani       | Cimec    |
|      | Candelabru care a aparținut matematicianului Octav Onicescu                                              | Datare: 1/2 sec. XX Dimensiuni: Î: 60 cm; anvergura brațelor: 60 cm Material: sticlă de Murano; sticlă; îmbinare | Candelabru din sticlă de Murano, care a aparținut matematicianului Octav Onicescu. Este format dintr-un suport de metal de formă rotundă din care pornesc în lateral șase tije de sticlă de forma literei S. În capătul fiecăreia dintre acestea se află o cupă în mijlocul căreia este amplasată o lumânare din sticlă albă, în care este montat un bec. Din suportul metalic se ridică deasupra lumânărilor șase tije de sticlă răsucite la vârf în formă de cârcel. Octav Onicescu (1892-1983) a fost profesor la Universitatea București și membru al Academiei Române. Este întemeietorul școlii românești de teoria probabilităților și autorul unei vaste opere științifice. Lucrări reprezentative: "Calculul probabilităților" - 1956 și "Principiile teoriei probabilităților" - 1969. | Muzeul Județean Botoșani, Botoșani       | Cimec    |
|      | Birou de lucru care a aparținut matematicianului Octav Onicescu                                          | Datare: 1/2 sec. XX Dimensiuni: L: 160 cm; La: 79 cm; Î: 80 cm Material: lemn; piele; tapisat | Biroul de lucru al matematicianului Octav Onicescu, din locuința sa din București. Biroul, de culoare neagră, este confecționat din lemn. Are două părți, fiecare dintre acestea având câte două sertare suprapuse. Blatul este tapisat cu piele de culoare cărămizie. Octav Onicescu (1892-1983), a fost profesor la Universitatea București și membru al Academiei Române. Doctor în științe matematice al Universității din Roma, 1920, el a pus bazele școlii românești de teoria probabilităților. Este autorul unui mare număr de lucrări științiifice de mare valoare, între care: "Calculul probabilităților" - 1956, "Principiile teoriei probabilităților" - 1969, "Numere și sisteme aleatoare" - 1962 și "Mecanica invariativă și cosmologică" - 1974. | Muzeul Județean Botoșani, Botoșani       | Cimec    |
|      | Scaun care a aparținut matematicianului Octav Onicescu                                                   | Datare: 1/2 sec. XX Dimensiuni: Î: 101,5 cm; blat față: 46 cm; blat spate: 43 cm; blat spătar: 56,5 cm Material: lemn; piele; stofă; sculptat; tapisat                                                                                          | Scaun de lemn cu spătar, tapisat cu stofă ușor decolorată de culoare ocru, fixată cu o bandă din țesătură de bumbac de culoare bej. Spătarul, rotunjit în partea superioară, este obturat cu un blat de lemn tapițat cu piele de culoare maron, prinsă cu capse metalice. Picioarele din față sunt prelucrate prin strunjire în partea superioară. Piesa a aparținut matematicianului Octav Onicescu, profesor la Universitatea București, membru al Academiei Române. Octav Onicescu este întemeietorul școlii românești de teoria probabilităților și a școlii românești de statistică. Este autorul unei vaste opere științifice, printre cele mai importante lucrări ale sale numărându-se: "Calculul probabilităților" - 1956, "Principiile teoriei probabilităților" - 1969 și "Mecanica invariativă și cosmologică" - 1974. | Muzeul Județean Botoșani, Botoșani       | Cimec    |
|      | Scaun care a aparținut matematicianului Octav Onicescu                                                   | Datare: 1/2 sec. XX Dimensiuni: Î: 101,5 cm; blat față: 46 cm; blat spate: 43 cm; blat spătar: 56,5 cm Material: lemn; piele; stofă; sculptat; tapisat                                                                                          | Scaun de lemn cu spătar, tapisat cu stofă ușor decolorată de culoare ocru, fixată cu o bandă din țesătură de bumbac de culoare bej. Spătarul, rotunjit în partea superioară, este obturat cu un blat de lemn tapițat cu piele de culoare maron, prinsă cu capse metalice. Picioarele din față sunt prelucrate prin strunjire în partea superioară. Piesa a aparținut matematicianului Octav Onicescu, profesor la Universitatea București, membru al Academiei Române. Octav Onicescu este întemeietorul școlii românești de teoria probabilităților și a școlii românești de statistică. Este autorul unei vaste opere științifice, printre cele mai importante lucrări ale sale numărându-se: "Calculul probabilităților" - 1956, "Principiile teoriei probabilităților" - 1969 și "Mecanica invariativă și cosmologică" - 1974. | Muzeul Județean Botoșani, Botoșani       | Cimec    |
|      | Scaun care a aparținut matematicianului Octav Onicescu                                                   | Datare: 1/2 sec. XX Dimensiuni: Î: 101,5 cm; blat față: 46 cm; blat spate: 43 cm; blat spătar: 56,5 cm Material: lemn; piele; stofă; sculptat; tapisat                                                                                          | Scaun de lemn cu spătar, tapisat cu stofă ușor decolorată de culoare ocru, fixată cu o bandă din țesătură de bumbac de culoare bej. Spătarul, rotunjit în partea superioară, este obturat cu un blat de lemn tapițat cu piele de culoare maron, prinsă cu capse metalice. Picioarele din față sunt prelucrate prin strunjire în partea superioară. Piesa a aparținut matematicianului Octav Onicescu, profesor la Universitatea București, membru al Academiei Române. Octav Onicescu este întemeietorul școlii românești de teoria probabilităților și a școlii românești de statistică. Este autorul unei vaste opere științifice, printre cele mai importante lucrări ale sale numărându-se: "Calculul probabilităților" - 1956, "Principiile teoriei probabilităților" - 1969 și "Mecanica invariativă și cosmologică" - 1974. | Muzeul Județean Botoșani, Botoșani       | Cimec    |
|      | Scaun care a aparținut matematicianului Octav Onicescu                                                   | Datare: 1/2 sec. XX Dimensiuni: Î: 101,5 cm; blat față: 46 cm; blat spate: 43 cm; blat spătar: 56,5 cm Material: lemn; piele; stofă; sculptat; tapisat                                                                                          | Scaun de lemn cu spătar, tapisat cu stofă ușor decolorată de culoare ocru, fixată cu o bandă din țesătură de bumbac de culoare bej. Spătarul, rotunjit în partea superioară, este obturat cu un blat de lemn tapițat cu piele de culoare maron, prinsă cu capse metalice. Picioarele din față sunt prelucrate prin strunjire în partea superioară. Piesa a aparținut matematicianului Octav Onicescu, profesor la Universitatea București, membru al Academiei Române. Octav Onicescu este întemeietorul școlii românești de teoria probabilităților și a școlii românești de statistică. Este autorul unei vaste opere științifice, printre cele mai importante lucrări ale sale numărându-se: "Calculul probabilităților" - 1956, "Principiile teoriei probabilităților" - 1969 și "Mecanica invariativă și cosmologică" - 1974. | Muzeul Județean Botoșani, Botoșani       | Cimec    |
|      | Scaun care a aparținut matematicianului Octav Onicescu                                                   | Datare: 1/2 sec. XX Dimensiuni: Î: 101,5 cm; blat față: 46 cm; blat spate: 43 cm; blat spătar: 56,5 cm Material: lemn; piele; stofă; sculptat; tapisat                                                                                          | Scaun de lemn cu spătar, tapisat cu stofă ușor decolorată de culoare ocru, fixată cu o bandă din țesătură de bumbac de culoare bej. Spătarul, rotunjit în partea superioară, este obturat cu un blat de lemn tapițat cu piele de culoare maron, prinsă cu capse metalice. Picioarele din față sunt prelucrate prin strunjire în partea superioară. Piesa a aparținut matematicianului Octav Onicescu, profesor la Universitatea București, membru al Academiei Române. Octav Onicescu este întemeietorul școlii românești de teoria probabilităților și a școlii românești de statistică. Este autorul unei vaste opere științifice, printre cele mai importante lucrări ale sale numărându-se: "Calculul probabilităților" - 1956, "Principiile teoriei probabilităților" - 1969 și "Mecanica invariativă și cosmologică" - 1974. | Muzeul Județean Botoșani, Botoșani       | Cimec    |
|      | Scaun care a aparținut matematicianului Octav Onicescu                                                   | Datare: 1/2 sec. XX Dimensiuni: Î: 101,5 cm; blat față: 46 cm; blat spate: 43 cm; blat spătar: 56,5 cm Material: lemn; piele; stofă; sculptat; tapisat                                                                                          | Scaun de lemn cu spătar, tapisat cu stofă ușor decolorată de culoare ocru, fixată cu o bandă din țesătură de bumbac de culoare bej. Spătarul, rotunjit în partea superioară, este obturat cu un blat de lemn tapițat cu piele de culoare maron, prinsă cu capse metalice. Picioarele din față sunt prelucrate prin strunjire în partea superioară. Piesa a aparținut matematicianului Octav Onicescu, profesor la Universitatea București, membru al Academiei Române. Octav Onicescu este întemeietorul școlii românești de teoria probabilităților și a școlii românești de statistică. Este autorul unei vaste opere științifice, printre cele mai importante lucrări ale sale numărându-se: "Calculul probabilităților" - 1956, "Principiile teoriei probabilităților" - 1969 și "Mecanica invariativă și cosmologică" - 1974. | Muzeul Județean Botoșani, Botoșani       | Cimec    |
|      | Scaun care a aparținut matematicianului Octav Onicescu                                                   | Datare: 1/2 sec. XX Dimensiuni: Î: 90 cm; blat față: 48 cm; blat spate: 43 cm; blat spătar: 47 cm Material: lemn; piele; catifea; sculptat; tapisat                                                                                             | Scaun din lemn de stejar sculptat cu spătar tapisat cu piele fixată în cuie din metal, blat șezut tapisat cu catifea de culoare ocru decolorat, prins cu același model de cui. Picioarele din față, sunt strunjite. Spătarul este acoperit în partea mediană cu un blat de lemn, tapisat cu piele de culoare maron, prinsă cu capse metalice. În partea superioară și sub blat, spătarul este împodobit cu motive geometrice prin sculptare. Piesa a aparținut matematicianului Octav Onicescu (1892-1983), profesor la Universitatea București și membru al Academiei Române. Octav Onicescu este creatorul școlii românești de teoria probabilităților. Din vasta sa operă științifică se remarcă lucrările: "Teoria probabilităților” - 1956, "Principiile teoriei probabilităților" - 1969, "Numere și sisteme aleatoare" - 1962 și "Mecanica invariativă și cosmologică" - 1974. | Muzeul Județean Botoșani, Botoșani       | Cimec    |
|      | Scaun care a aparținut matematicianului Octav Onicescu                                                   | Datare: 1/2 sec. XX Dimensiuni: Î: 90 cm; blat față: 48 cm; blat spate: 43 cm; blat spătar: 47 cm Material: lemn; piele; catifea; sculptat; tapisat                                                                                             | Scaun din lemn de stejar sculptat cu spătar tapisat cu piele fixată în cuie din metal, blat șezut tapisat cu catifea de culoare ocru decolorat, prins cu același model de cui. Picioarele din față, sunt strunjite. Spătarul este acoperit în partea mediană cu un blat de lemn, tapisat cu piele de culoare maron, prinsă cu capse metalice. În partea superioară și sub blat, spătarul este împodobit cu motive geometrice prin sculptare. Piesa a aparținut matematicianului Octav Onicescu (1892-1983), profesor la Universitatea București și membru al Academiei Române. Octav Onicescu este creatorul școlii românești de teoria probabilităților. Din vasta sa operă științifică se remarcă lucrările: "Teoria probabilităților” - 1956, "Principiile teoriei probabilităților" - 1969, "Numere și sisteme aleatoare" - 1962 și "Mecanica invariativă și cosmologică" - 1974. | Muzeul Județean Botoșani, Botoșani       | Cimec    |
|      | Scaun care a aparținut matematicianului Octav Onicescu                                                   | Datare: 1/2 sec. XX Școală: Atelier spaniol Dimensiuni: Î: 129 cm; blat față: 60 cm; blat spate: 47 cm; blat spătar: 58 cm Material: lemn; piele de Cordoba; sculptat; tapisat; strunjit                                                        | Scaun din lemn, confecționat în Cordoba-Spania. Șezutul și spătarul sunt tapisate cu piele de culoare maron, cu un model geometric sumar, prinsă în butoni metalici. Cotierele și partea superioară a picioarelor din spate sunt rotunjite și sculptate cu motive geometrice. Între picioarele din față se află un blat de lemn sculptat cu motive geometrice. Octav Onicescu (1892-1983) este unul dintre cei mai importanți matematicieni români, este creatorul școlii românești de teoria probabilităților și autorul conceptului de "lanț cu legături complete", cea mai importantă contribuție românească la teoria probabilităților. A fost profesor al Universității București și membru al Academiei Române. Opera sa științifică este cuprinsă în numeroase lucrări publiicate în țară și străinătate, cele mai importante fiind: "Calculul probabilităților” - 1956, "Principiile teoriei probabilităților" - 1969, "Numere și sisteme aleatoare" - 1962. | Muzeul Județean Botoșani, Botoșani       | Cimec    |
|      | Scaun care a aparținut matematicianului Octav Onicescu                                                   | Datare: 1/2 sec. XX Școală: Atelier spaniol Dimensiuni: Î: 129 cm; blat față: 60 cm; blat spate: 47 cm; blat spătar: 58 cm Material: lemn; piele de Cordoba; sculptat; tapisat; strunjit                                                        | Scaun din lemn, confecționat în Cordoba-Spania. Șezutul și spătarul sunt tapisate cu piele de culoare maron, cu un model geometric sumar, prinsă în butoni metalici. Cotierele și partea superioară a picioarelor din spate sunt rotunjite și sculptate cu motive geometrice. Între picioarele din față se află un blat de lemn sculptat cu motive geometrice. Octav Onicescu (1892-1983) este unul dintre cei mai importanți matematicieni români, este creatorul școlii românești de teoria probabilităților și autorul conceptului de "lanț cu legături complete", cea mai importantă contribuție românească la teoria probabilităților. A fost profesor al Universității București și membru al Academiei Române. Opera sa științifică este cuprinsă în numeroase lucrări publiicate în țară și străinătate, cele mai importante fiind: "Calculul probabilităților” - 1956, "Principiile teoriei probabilităților" - 1969, "Numere și sisteme aleatoare" - 1962. | Muzeul Județean Botoșani, Botoșani       | Cimec    |
|      | Diplomă care a aparținut matematicianului Octav Onicescu                                                 | Datare: 08.07.1920 Dimensiuni: L: 49 cm; La: 38 cm Material: hârtie; imprimare; manuscris | Diplomă de doctor în științe matematice acordată matematicianului Octav Onicescu de Regia Universita Degli Studi de Roma - Italia. Documentul prezintă mai multe semnături și două ștampile, una a Universității din Roma aplicată pe două timbre (al căror însemne nu pot fi identificate clar) și o altă ștampilă a aceleiași Universități aplicată sec. Octav Onicescu (1892-1983) este unul dintre cei mai importanți matematicieni români, este creatorul școlii românești de teoria probabilităților și autorul conceptului de "lanț cu legături complete", cea mai importantă contribuție românească la teoria probabilităților. Este întemeietorul școlii românești de statistică. Opera sa științifică este cuprinsă în numeroase lucrări publiicate în țară și străinătate, cele mai importante fiind: "Calculul probabilităților" - 1956, "Principiile teoriei probabilităților" - 1969, "Numere și sisteme aleatoare" - 1962, "Mecanică invariativă și cosmologică" - 1974. A fost profesor la Universitatea București și membru al Academiei Române. Diplomă de membru onorific acordată matematicianului Octav Onicescu Regio Universita degli Studi de Roma - ltalia. | Muzeul Județean Botoșani, Botoșani       | Cimec    |
|      | Diplomă care a aparținut matematicianului Octav Onicescu                                                 | Datare: 02.12.1936 Dimensiuni: L: 34 cm; La: 32 cm Material: hârtie; imprimare; manuscris | Diplomă de Actuar acordată matematicianului Octav Onicescu de Ministerul Industriei și Comerțului. Diploma i s-a acordat ca o recompensă pentru faptul că a înființat Școala Superioară de Statistică din România, după modelul italian al actuariatului. Documentul este ștampilat cu ștampila Ministerului Industriei și Comerțului și semnătura ministrului și cu o altă ștampilă a "Corpului Actoarilor" și semnătura președintelui. Octav Onicescu (1892-1983) este unul dintre cei mai importanți matematicieni români, este creatorul școlii românești de teoria probabilităților și autorul conceptului de "lanț cu legături complete", cea mai importantă contribuție românească la teoria probabilităților. Este întemeietorul școlii românești de statistică (Actuariat). Opera sa științifică este cuprinsă în numeroase lucrări publicate în țară și străinătate, cele mai importante fiind: "Calculul probabilităților" - 1956, "Principiile teoriei probabilităților" - 1969, "Numere și sisteme aleatoare" - 1962, "Mecanică invariativă și cosmologică" - 1974. A fost profesor la Universitatea București și membru al Academiei Române. | Muzeul Județean Botoșani, Botoșani       | Cimec    |
|      | Nicolae Iorga și Ecaterina Iorga la Văleni, în 1933                                                      | Școală: necunoscut Descoperit: Botoșani Dimensiuni: L:10,7cm; LA:8 cm Material: fotografie cartonată tip carte poștală ilustrată, text explicativ scris cu cerneală albastră                                                                    | Fotografie de grup, Nicolae Iorga și soția sa, Ecaterina Iorga, se află în mijlocul elevelor Școlii de Misionare morale și culturale "Regina Maria" din Vălenii de Munte. Din textul explicativ reiese că momentul festiv surprins este anul 1933, la încheierea cursurilor acestei școli ctitorite de marele istoric, la care participă un public numeros, alcătuit din persoane de toate vârstele. | Casa Memorială „Nicolae Iorga”, Botoșani | Cimec    |
|      | Nicolae Iorga la 60 de ani                                                                               | Școală: necunoscut Dimensiuni: L:70 cm; LA: 52cm Material: Tablou realizat pe hârtie fotografică sepia, cașerat în passpartout și ramă din lemn lăcuit neornamentat                                                                             | Reprezintă pe Nicolae Iorga în biblioteca locuinței sale din București, la 60 de ani - imagine emblematică a marelui istoric. Este așezat pe scaunul din fața biroului; bustul ușor înclinat, rezemat de spătar. Poartă un costum cu țesătură în două culori asortate; haina descheiată lasă să se vadă vesta încheiată complet, peste care atârnă, legat de șnur, un lornion. Decorul este cel specific unei camere de lucru: rafturi cu cărți și ustensile de scris. Acest tablou se afla pe peretele locuinței din Sinaia, în momentul răpirii sale de către legionari, la 27 noiembrie 1940; prezintă urme ușoare de lovire cu un obiect dur, în colțul din dreapta, sus; autorul loviturii fiind unul din asasinii săi, după o informație indirectă provenită de la Cezar Teodoriu - un fost student al istoricului în acel timp, botoșănean de origine. Ramă din lemn lăcuit, îngustă, fără valoare artistică; passpartout cartonat. | Casa Memorială „Nicolae Iorga”, Botoșani | Cimec    |
|      | Esmeralda Hermeziu Autor: Hugo Thieles et Wiess                                                          | Datare: 3/4 sec.XIX Școală: atelier foto Descoperit: București, B-dul Ana Ipătescu, nr.15A Dimensiuni: L:10,3 cm; LA:6 cm Material: hârtie fotografică; sepia                                                                                   | Personajul feminin reprezentat în fotografie are în jur de 30 ani; este așezată pe un scaun, cu un braț sprijit de birou, ține o carte în mână. Poartă o rochie lungă, elegantă; decor de interior. Fotografia face parte din albumul familiei Nicu și Zulnia Iorga - părinții savantului. Este o amintire de la Băile din Topltz, unde au mers și părinții istoricului, pentru tratarea bolii lui Nicu Iorga. | Casa Memorială „Nicolae Iorga”, Botoșani | Cimec    |
|      | Nicolae Iorga purtând Colanul Ordinului „Ferdinand" Autor: Tatu, N.                                      | Școală: Atelier N.Tatu Descoperit: jud. Ilfov, București, Str.Aurel Vlaicu, nr.48 Dimensiuni: L:37,5cm; LA:29,5cm Material: hârtie foto sub sticlă, ramă simplă din lemn                                                                        | Fotografie bust Nicolae Iorga, la 60 de ani, purtând mai multe distincții și medalii. Predominant este Colanul Ordinului „Ferdinand", identificat greșit la achiziționare cu Colanul Legiunii de Onoare. | Casa Memorială „Nicolae Iorga”, Botoșani | Cimec    |
|      | Nicu și Zulnia Iorga - părinții savantului Autor: Bielig, Otto                                           | Datare: 3/4 sec. XIX Școală: Otto Bielig&Frere Descoperit: București, B-dul Ana Ipătescu, nr.15A Dimensiuni: L:10,5 cm; LA: 6,1 cm Material: carton comandat de coproprietarii atelierului direct la Viena, în perioada dinaintea separării lor | Fotografia reprezintă pe Nicu și Zulnia Iorga, părinții istoricului, într-un decor de interior, în jurul vârstei de 30, respectiv 24 de ani, după aproximativ un deceniu de la căsătărie; Nicu Iorga în costum, haina fiind încheiată la un singur nasture, care unește două revere mici, abia vizibile datorită culorii deschise a materialului din care este confecționată. Zulnia Iorga poartă o rochie lungă de culoare închisă, brodată la mâneci și pe umeri, iar talia marcată de un cordon lat. Marca atelierului fotografic este situată în partea de jos, stânga, imprimată cu tuș de culoare albastră; emblema atelierului se află pe verso, realizată într-o grafică în care abundă elemente vegetale ce încadrează imaginea a doi copii care folosesc un aparat fotografic folosit în sec. al XIX-lea; fără însemnări autografe. | Casa Memorială „Nicolae Iorga”, Botoșani | Cimec    |
|      | Nicolae Iorga la Veneția Autor: AGFA Brorica                                                             | Datare: 2/2 sec.XX Școală: atelier foto Descoperit: jud. Ilfov, București, str.Aurel Vlaicu, nr.48 Dimensiuni: L: 13,7cm; LA: 9 cm Material: hârtie fotografică; sepia;                                                                         | Fotografie tip carte poștală; reprezintă pe Nicolae Iorga pe Canale Grande, în gondolă, citind ziarul Corriere Della Sera; în palton, cu baston și pălărie de culoare închisă; barbă albă; decor citadin venețian. | Casa Memorială „Nicolae Iorga”, Botoșani | Cimec    |
|      | Zulnia Iorga în costum național Autor: Swiatoniowski                                                     | Datare: 3/4 sec.XIX Școală: atelier foto vienez Descoperit: jud. Ilfov, București, str.Aurel Vlaicu, nr.48 Dimensiuni: L:10,5cm; LA: 6,5cm Material: carton, foto                                                                               | Reprezintă o fotografie din tinerețe a Zulniei Iorga, mama lui N.Iorga, într-un decor de interior, în port popular, cu diademă pe cap și trei șiraguri de mărgele; mâna stângă sprijinită pe mașina de tors. Fotografie în chenar negru cu dungă aurie și inscripția atelierului fotografic în partea de jos. Realizată de fotograful Curții Regale. Alături de inscripțiile atelierului se află și stema regală. | Casa Memorială „Nicolae Iorga”, Botoșani | Cimec    |
|      | Nicolae Iorga în vizită la Iași                                                                          | Datare: 13.08.1935 Școală: necunoscut Dimensiuni: L: 13,8 cm; LA: 8,8 cm Material: carton; sepia | Fotografie de grup în aer liber; Nicolae Iorga este în primul rând, poartă un costum de culoare deschisă, cu pălărie; ținută lejeră, cu mâinile în buzunare.Lângă el, Ecaterina Iorga, soția sa,care poartă o rochie albă, o poșetă plic de culoarea rochiei. Ceilalți cursanți sunt de diferite vârste: tineri, tinere, bărbați, femei și o fetiță de 7- 8 ani. Vegetație abundentă, specifică unei luni de vară. | Casa Memorială „Nicolae Iorga”, Botoșani | Cimec    |
|      | Zulnia Iorga Autor: Boescu, N.                                                                           | Datare: 4/4 sec.XIX Școală: Atelier foto N.Boescu Descoperit: București, B-dul Ana Ipătescu, nr.15A Dimensiuni: L: 8,30 cm; LA: 6,10cm Material: hârtie,carton,cerneală mov                                                                     | Fotografie-bust în medalion;passpartou în formă de dreptunghi, decupat la colțuri. Reprezintă pe mama lui Nicolae Iorga în jurul vârstei de 35-40 de ani; cap descoperit; coafură cu breton. Poartă o bentiță neagră la gât și o rochie din material lucios, culoare nedefinită, cu guler alb, amplu, din dantelă și manșete, de asemenea, dantelate; brațele încrucișate, sprijinite pe mânerul unei piese de mobilier cu tapițerie ornamentată cu franjuri, bordură croșetată și butoni de prindere; decor de interior.Pe colțul din dreapta, față, sub medalion, se află marca atelierului fotografic.Textul dedicației autografe se află pe verso, scris cu cerneală mov:"Suvenir iubitei mele amice Esmeralde Villare dat de mine Zulnia Iorga." Valorificată expozițional în expoziția permanentă. | Casa Memorială „Nicolae Iorga”, Botoșani | Cimec    |
|      | Bust Nicolae Iorga Autor: Arax - Paris                                                                   | Datare: 2/4 sec.XX Școală: atelier foto Descoperit: București, B-dul Ana Ipătescu, nr.15A Dimensiuni: L: 5,2 cm; LA: 7,3 cm Material: hârtie fotografică; alb-negru                                                                             | Fotografie bust Nicolae Iorga în jurul vârstei de 50 de ani; cap descoperit; barba puțin încărunțită; haină cu rever de culoare închisă; guler alb. Marca atelierului foto, scris alb în colțul din stânga,jos; pe verso, ștampila atelierului- text în limba franceză. | Casa Memorială „Nicolae Iorga”, Botoșani | Cimec    |
|      | Nicolae Iorga pe cerdacul casei din Văleni Autor: Tzatzu, N.                                             | Datare: 2/4 sec.XX Școală: atelier foto-tehnica Nicolae Tatu Descoperit: București, Str.Aurel Vlaicu, nr.48 Dimensiuni: L: 14,1 cm; LA: 13,3 cm Material: hârtie fotografică; sepia                                                             | Fotografie realizată în cerdacul de la Vălenii de Munte;reprezintă pe Nicolae Iorga îmbrăcat cu un costum de culoare deschisă, încheiat la un nasture; poziție lejeră, aflat într-unul din rarele momente de relaxare. Cu un braț se sprijină de un stâlp al cerdacului, cu celălalt hrănește un câine. Marca atelierului, pe verso, cuprinde adresa și numărul de telefon al atelierului fotografic pe ștampilă; scris pe fond alb cu tuș de culoare albastră. | Casa Memorială „Nicolae Iorga”, Botoșani | Cimec    |
|      | Ermil Iorga - vărul lui Nicolae Iorga Autor: Bielig, Jean                                                | Datare: 2/2 sec.XIX Școală: Atelier foto Jean Bielig Descoperit: București, Str.Aurel Vlaicu, nr.48 Dimensiuni: L: 10,30 cm; LA: 6,40 cm Material: hârtie foto;carton galben;scris roșu                                                         | Fotografia reprezintă pe vărul lui Nicolae Iorga, Ermil Iorga, văr din Iași, evocat în paginile memorialistice.Este surprins într-un decor de interior, stând pe scaun cu un braț sprijinit de o piesă de mobilier, probabil masă, sculptată, cu ornamente în motive vegetale.Este îmbrăcat cu o tunică lungă, până la genunchi, încheiată la două rânduri de nasturi; pantalon de culoare mai deschisă și cămașă albă. Poartă o pieptănătură cu cărare într-o parte. Apreciem vârsta în jur de 20 de ani. Marca și emblema atelierului foto sunt pe verso; desen în motive vegetale și scris de culoare roșie pe fundal galben. | Casa Memorială „Nicolae Iorga”, Botoșani | Cimec    |
|      | Nicolae Iorga în ultima vizită la Botoșani                                                               | Școală: necunoscut Descoperit: jud. Botoșani, Botosani Dimensiuni: L:11,10 cm; LA:7,80 cm Material: hârtie fotografică; alb-negru | Fotografie originală reprezentându-l pe Iorga în mijlocul participanților la Congresul Ligii Culturale din 1938. Din bibliografie rezultă că acest congres a avut loc la Botoșani, aceasta fiind și ultima vizită a istoricului în orașul natal. Purta o pălărie cu boruri înguste, costum negru cu vestă, cămașa albă. | Casa Memorială „Nicolae Iorga”, Botoșani | Cimec    |
|      | Nicolae Iorga la Școala Română din Franța                                                                | Școală: necunoscut Descoperit: jud. Ilfov, str.Spiridone nr.2 Dimensiuni: L:18,60 cm; LA:13,70 cm Material: foto realizată sepia și protejată într-un passpartout din carton                                                                    | Fotografie de grup reprezentând pe N. Iorga în jurul vârstei de 55 de ani, stând așezat pe un scaun, cu pălăria sprijinită pe genunchi, aflat în mijlocul unui grup de bursieri de la Școala Română din Franța. Imagine de interior cu tablouri și vitrine pe pereții laterali, iar pe fundal se distinge o expoziție de covoare românești, fiind vizibile motivele inspirate din arta populară.Recunoaștem figurile a doi tineri cercetători:d-ra Vasiliu,care va deveni asistenta lui N.Iorga și Aurelian Sacerdoțeanu, care va ocupa postul de secretar științific la Institutul pentru Studiul Istoriei Universale din București, apoi pe cel de director al Arhivelor Naționale.Textul explicativ care însoțește imaginea indică anul 1927. | Casa Memorială „Nicolae Iorga”, Botoșani | Cimec    |
|      | Costache Enescu, tatăl muzicianului, la 43 ani                                                           | Dimensiuni: L=11,3cm; l=7cm Material: hartie foto | Costache Enescu tatal muzicianului la 43 ani. Fotografia carte postala a fost reluata, reprodusa dupa aceeasi fotografie facuta la Viena in 1891 la atelierul KuK Hof-Atelier /Adele /Wien. I.,Wallfischgasse 11.Mezzanin. Aceste carti postale necirculate au fost reproduse in serie foarte restransa, exemplarul detinut de muzeu fiind original, fapt certificat de inscrisul de pe versoul C.P. : Costache Enescu tatal artistului foto in Viena.. /acest original de la I.Alex.Suba… restul textului in creion este indescifrabil. Fotografia este realizata tot Sepia iar imaginea este de calitate superioara in comparatie cu exemplarul realizat la Viena.Pe versoul fotografiei sunt imprimate rubricile specifice cartilor postale necirculate. | Muzeul Memorial „George Enescu”, Dorohoi | Cimec    |
|      | Familia preotului Gheorghe Enescu                                                                        | Dimensiuni: L=16,5cm; l=22,5cm Material: hartie foto, carton | Fotografie Sepia reprezentand familia preotului Gheorghe Enescu cu sotia sa, bunicii muzicianului, impreuna cu cei sase fii ai sai intre care, tatal, Costache Enescu si mama Maria, precum si nurorile acestuia imbracate dupa moda vremii. In partea de jos se afla si cele doua fiice, Sevastita casatorita Curluic si Tinca Enescu. Imaginea a fost realizata in 1896 la Zvoristea - Dorohoi. Fotografia reprezinta o donatie a Sevastitei Enescu Curluic, matusa dupa tata a muzicianului. | Muzeul Memorial „George Enescu”, Dorohoi | Cimec    |
|      | Vesta lui George Enescu                                                                                  | Dimensiuni: L=65cm; l =35cm Material: Stofa matase bumbac | Vesta care a apartinut lui George Enescu , de culoare neagra cu 4 buzunare pe partea din fata, iar partea din spate este realizata din matase neagra. Vesta este captusita cu bumbac negru si era purtata peste camasa. | Muzeul Memorial „George Enescu”, Dorohoi | Cimec    |
|      | Fracul lui George Enescu                                                                                 | Dimensiuni: H=101cm; l=46cm Material: stofa | Frac din stofa neagra, a apartinut lui George Enescu, pe care, dupa uzanta vremii il imbraca la spectacole. Stofa prezinta pe alocuri usoare deteriorari. Pe reverul din stanga este prins un fragment din distinctia conferita la Paris cu ocazia premierei operei Oedipe din 13 martie 1936. Distinctia primita este Crucea legiunea de Onoare acordata de Academia de Arte Frumoase din Franta din care lipseste parte textila cu inscriptia. Donatie si marturie de autenticitate Romeo Draghici. Adaugam aici si citatul referitor la aceasta distinctie din Amintirile lui Geroge Enescu: " Cateva zile mai tarziu dupa un dejun oferit de doamna Andre Benac, dejun ce intrunea pe cei intimi prieteni ai mei, directorul artelor frumoase, George Huisman". | Muzeul Memorial „George Enescu”, Dorohoi | Cimec    |
|      | Vesta George Enescu                                                                                      | Dimensiuni: L=53cm; l=32cm Material: bumbac, matase | Vesta din bumbac, a apartinut lui George Enescu si reprezinta una din piesele de vestimentatie purtate la spectacole sub frac. Aceasta vesta are partile din fata brodate cu matase galbena si portocalie. Donatie si marturie de autencitate Romeo Draghici. Aceasta piesa de vestimentaie a fost purtata la concertele sustinute la Dorohoi. | Muzeul Memorial „George Enescu”, Dorohoi | Cimec    |
|      | Vesta George Enescu                                                                                      | Dimensiuni: L=53cm; l=36cm Material: textil bumbac | Vesta ce a apartinut lui George Enescu, confectionata din bumbac alb, fara broderie. | Muzeul Memorial „George Enescu”, Dorohoi | Cimec    |
|      | Cravata lui George Enescu                                                                                | Dimensiuni: LA=131cm; l=3cm; L=11cm Material: matase naturala | Cravata barbateasca purtata de artist, confectionata din matase naturala cu motive geometrice de culoare bleu, grena si ecru. Piesa face parte din vestimentatia purtata la concertele sustinute la Dorohoi. Donatie si marturie de autenticitate Romeo Draghici. | Muzeul Memorial „George Enescu”, Dorohoi | Cimec    |
|      | Vasile Enescu, unchiul lui George Enescu                                                                 | Dimensiuni: L=27cm; l=18,5cm Material: hartie foto, Sepia | Fotografie Vasile Enescu, unchiul lui George Enescu. A fost daruita de Vasile Enescu nepotului Geroge Enescu in 1943, pe fotografie este o dedicatie: "Scumpului meu nepot…de la mos Vasile". Inscrisul este autograf si apartine unchiului, fratele tatalui, vasile Enescu. Exista in acest sens si marturia donatorului Romeo Draghici, prieten si executor testamentar (dupa unele surse). | Muzeul Memorial „George Enescu”, Dorohoi | Cimec    |
|      | Stiloul lui George Enescu                                                                                | Dimensiuni: L=11,5 cm Material: metal aurit | Stilou cu piston si penita folosit de muzician. Piesa face parte dintr-un set de doua elemente, stilou si pix, sunt din metal suflat cu o pelicula de aur. Stiloul are penita de aur marcata , marcaj indescifrabil, cu usoare deteriorari ale stratului de aur. De asemenea, obiectul prezinta si un alt marcaj pe capacul mobil. Dupa marturia ofertantului, Romeo Draghici, intreg setul, stilou si pix, a apartinut muzicianului. | Muzeul Memorial „George Enescu”, Dorohoi | Cimec    |
|      | Pixul lui George Enescu                                                                                  | Dimensiuni: L=12 cm Material: metal aurit | Pix folosit de George Enescu. Obiectul face parte din acelasi set de birou cu stiloul, este confectionat din metal suflat cu o pelicula de aur. Obiectul este specific perioadei de inceput al sec. XX cand tipul acesta de pix era cu mina de creion. Dupa marturia ofertantului, Romeo Draghici, intreg setul, stilou si pix, a apartinut muzicianului. | Muzeul Memorial „George Enescu”, Dorohoi | Cimec    |